# まじかる☆タルるートくん
『まじかる☆タルるートくん』は、江川達也による日本の漫画。『週刊少年ジャンプ』（集英社）に読み切り作品として発表された後、1988年49号から1992年40号まで連載された。単行本は全21巻、ワイド版全16巻、集英社文庫全14巻が発売されている。1991年には、『Vジャンプ』において『まじかる☆たるるくん』のタイトルで読み切りの4コマ漫画も描かれている。2020年11月時点で累計発行部数は1260万部を突破している。
本作品を原作としたテレビアニメ作品などについてもここで併せて詳述する。

## あらすじ
魔法使いのタルるートと江戸城本丸のダブル主人公が繰り広げるギャグ漫画。本丸は勉強・運動ともに苦手で喧嘩も弱くてイジメられっ子であり、その上スケベという、絵に描いたようなダメ小学生。ある時、絵本作家の父の部屋にある大魔法百科の魔法陣で偶然にも魔法使いのタルるートを召喚した。そんな本丸は、タルるートの魔法を悪用してイタズラを繰り返したり騒動を巻き起こしたり、不敵なライバルキャラである原子力（はらこ つとむ）と幾度となく対決する。原子と本丸の「○○で勝負だ!」は本作品の名物の一つであり、本丸は原子との勝負に勝つためにタルるートの魔法で特訓をすることで次第に成長していく。ボクシング、相撲、サッカー、水泳など、本丸は気合と根性で辛く厳しい特訓をこなし、遂には南野小学校支配を目論む座剣邪寧蔵を倒すために魔法なしの山籠りの特訓で拳法まで体得し、南野小学校を守るための大バトルを繰り広げる。またお色気描写が多いのも特徴の1つ。
読み切り版
本丸、小学2年生の頃の話。連載版と話は繋がっているが、そちらには反映されなかった設定もある。
本丸小学生編
本丸、小学5年生の晩秋頃から進級後の6年生の夏にかけての話。偶然呼び出したタルるートの魔法によって個性豊かなクラスメートたち、さらに転校生の原子力や新たな魔法使いたちとの騒がしくも楽しい日常を繰り広げる。
名古屋編
本丸が父と山篭りの特訓を行う間に、タルるートが魔法で名古屋に住む小学生の岸麺太郎に呼ばれてしまう。
座剣邪寧蔵死闘編
転校生である座剣邪寧蔵との死闘を繰り広げる。
魔法の国編
座剣邪寧蔵との死闘で死亡した本丸は生き返るためにタルと共に魔法の国を冒険していく。
本丸小学生編2
本丸、6年生の秋から南野小学校卒業までの物語。生き返った本丸はタルのことを思い出し、タルを呼び出しライバーとミモラも正式に召喚された。以前にも増して騒がしい日常を過ごす中、伊知川の発案で「得意技南野小で一番は誰だ決定戦」が開催される。
- 江川によれば、本丸が成長してタルとの関係に逆転現象が起こってから、人気が下降。これまで小出しにしていた格闘を一気にまとめて展開、クライマックスの連続を意識したが、思いのほか人気がなかった。また「誰だってなにかで一番」ということも訴えたかったとも語っている。

本丸中学生編
本丸は卒業後、じゃば夫、伊知川とともに地元・公立の蛮野中学校に進学する。本丸は以前と同じようにタルのことを思い出し、友人たちも同様に思い出すが本丸はタルを呼び出す気はなかった。アフリカに旅立つ座剣邪兄妹の見送りのため、本丸、伊代菜、伊知川、じゃば夫、両口屋、原子が新東京国際空港で久々に集まった際、本丸はタルのおかげで本当の強さを身に付けることができたことや自分と同じようにタルを必要としている子供たちがいることを語り、そんな本丸の成長を伊代菜たちも喜ぶのだった。この章は4話で打ち切りとなり、これが最終編となった。
タルたち魔法使いはラストの場面にのみ登場。
- 江川によれば、連載の終了が確定的になったため、ヤケクソになってタルを物語から降板。本丸の本当の自立を描いた最終局面で人気が再沸騰。また江川は小中学生くらいの読者が年下の主人公に憧れるわけがなく、話が全体的にメルヘンチックだったことがマイナスに響いたと推察し、最後に『ジャンプ』のコアな読者向けに花火（本丸の自立）を打ち上げたら、それが成功、華々しく終わることができたと語っている。

## 登場人物

### メインキャラクター
タルるート
声 - TARAKO
本作品の主人公の1人。本丸によって召喚された少年で、魔法幼稚園の生徒にして自称・大魔法使い。左利き。「ほんとにこまったんが〜」の呪文によって召喚される。以降は本丸の相棒として行動を共にする。名前の由来は「足るを知る」（DVDスペシャルブックレットより）。外見は幼児であるが、実際の年齢は不詳であり、人間でないために実年齢は本丸より年上である可能性が1話〜2話にかけて示唆されている。本丸や原子、じゃば夫たちからは「タル」、千鶴や伊代菜、真理など（主に女性キャラ）からは「タルちゃん」、ミモラからは「タル様」、原子のじいやからは「タルルくん」、ライバーや、タルとあまり交流がない人からは「タルるート」と呼ばれており、単行本の人物紹介には「タルるートくん」と記載されている。
大魔法使いを自称するものの、実際は落ちこぼれの魔法使いであるゆえに、魔法の有効時間もわずか10分だけである。
非常に無邪気で素直な性格で、明るく人懐っこく、初対面の人間ともすぐに打ち解けることができる（相手が何者かを把握していないのに心を許してしまうマイナスの側面でもある）。幼いためもあるが、基本的に陽気で物事をあまり深く考えず、落ち込んだりマイナスの感情に支配されることも滅多にない。まだ幼いだけあって、時折母が恋しくなる。授乳を思い出して女性の胸を吸う癖があり、特に大綾は幾度か経験している（他者を選べる状況でも彼女を選択しており気に入っていた模様）。相当に気持ちいい様で、湯船で吸われていい気分になった大綾はそのまま寝てしまったり怒り狂ったかみなりさまを一瞬ではあるが鎮めたりもしている。
善悪の見境が幼い故にまだついていない上に、前述のように誰とでもすぐに打ち解けて心を許してしまうため自身に頼ってくる者のために、状況や相手を考慮せずに魔法を使ってしまう悪い癖がある。岸麺太郎や無気力のように、タルの魔法の存在を知ったことで結果的に悪い影響を与えてしまった者も少なくない。
話し言葉は常に男言葉・タメ口で、一人称は「オレ」と言い、本丸や他の同級生に対して呼び捨てで呼んだり、「おまえ」「おう!」「なんだ?」などといった、幼くも、やや高圧的な口調で話していた。本丸のクラスメートを自分と対等の目線で見ており、クラスメートもタルるートを特別に子ども扱いせずにある程度は対等に接している。
たこ焼きが大好物。特に松五郎のたこ焼きには目がない。原作とアニメでは、たこ焼きに出会う時期が異なる。原作では、魔法の幼稚園時代に給食に出たたこ焼きを喜んで食べているため、この時点で既にたこ焼きが好物だったようである。テレビシリーズでは公園に店を出しているたこ焼き屋（後述）で買ったたこ焼きを食べて、それが大好物になる。テレビシリーズでは幼稚園の給食シーンに出てきたたこ焼きは矛盾が生じるため、ニンジンの入った麺類に変更されている。これによりミモラは、たこ焼き以外にもニンジンが嫌いという設定が付け加えられた。
本丸は「魔法使いということが知られると大事になる」という考えから、タルの正体が魔法使いであることを隠すように努めてきたが、武闘会の時にタルがうっかりこのことをバラしてしまい、タルの魔法の存在は以後周りに広く知れ渡った。本丸の家にやってきた当初は本丸の意向で正体を隠し、学校に来ることを禁じられていたが、江戸城家で生活することを認められ、学校に来ることも許された。大綾の計らいで本丸の隣の席に小さな机と椅子が用意された。大綾は、暫くはタルは本丸の弟と思っていた模様。知能も幼稚園児程度なので、授業の内容はあまり理解できていない。カバンに様々な魔法アイテムを入れている。本作品における全ての魔法使いに共通していることだが、魔法を使う際に魔法アイテムを使う場合と道具なしで呪文を唱える場合がある。なお、道具+呪文というケースも存在する。魔法の幼稚園時代の同級生のミモラに溺愛されており、ミモラには両想いだと思われている。（詳細はミモラの項目を参照）
本来の身長と体系は一般的な幼児と変わらないが、体の大きさは自由自在に変えることができ、巨大化させることや極端に体を縮小させることも可能である。また体の一部分だけを（たとえば舌や顔のみなど）巨大化させることもできる。本丸の机の引き出しに自分の部屋を作り、夜は基本的には体を縮小させて本丸の机の引き出しの中のベッドで就寝しているが、体を縮小させずに本丸の布団で一緒に寝ることもある。
素手でも戦闘能力はかなり高く、巨体のじゃば夫を舌を掴んだだけで投げ飛ばしたり、魔法なしでも明日香をパンチ一発で倒したり、飛び蹴りしてきた寧蔵を舌を駆使した攻撃だけで優勢に立った（その後、たこ焼きにつられて場外負け）ことがあり、寧蔵は本丸より強いと発言していた。
劇中では読み切り版を含めて、本丸に3回召喚（アニメでは読み切り版が描かれていないため2回）された。一度目は願いを叶えた後に帰還するが、二度目は願いを叶えた後、本丸の「友達になってほしい」をきっかけに人間界に留まるようになるが、本丸を生き返らせるために帰還する。蘇生後の本丸がタルのことを思い出したことから三度目の召喚をされるが、卒業式で別れの魔法を口にしてしまったために三度目の別れを迎える。最終回では麺太郎に再び呼び出されており、特訓を課していた。その時ミモラとライバーの姿も見られた。
読み切り版では、自身の設定が異なる。
モデルは小泉今日子。

江戸城 本丸（）
声 - 高山みなみ
本作品のもう一人の主人公。タルの良き相棒的存在で、2月3日生まれのみずがめ座。父方の祖母が外国人のクォーター。青色の髪をしている。父親（将軍之介）が高校生の頃に両親（本丸の父方の祖父母）に勘当されていることから、父方の祖父母には会ったことが無い模様。タルるートのことを「タル」と呼び、親友となる。タルほどではないが、本丸もかなりのたこ焼き好きである。
基本的には母親に似て、穏やかでお人よし。だが、学業成績はクラスの最下層で運動もほとんど苦手な上、父親同様に人一倍スケベである。タルの魔法で調子に乗ってしっぺ返しを喰らうことも少なくないが、悪用は学業とスケベ行為で、勝負事には悪用しない。
当初はいじめられっ子で、じゃば夫や両口屋、原子、伊知川たちからはいじめや嫌がらせを頻繁に受けており、それが原因で中々自分の思い通りにならないせいか割合すぐ感情的になる傾向があり、声を荒らげて彼等と喧嘩をしたり、不登校になったり、様々なトラブルを起こすこともあった。
原子とのスポーツ勝負においては、タルの魔法の力で勝つこともあるが、タルや父との特訓で力を付けて、実力で勝利している。これらのことで、努力することの大切さと勝利の喜びを知っていく。
不良に襲われた伊代菜と伊知川を守れず、寧蔵に助けられたことで自身の無力さやタルの魔法に頼り過ぎていた情けなさを思い知る決定的な原因となり、父・将軍之介とのマンツーマンによる山篭りの修行を行い、1ヵ月後には逞しく成長する。不良たちを軽くいなし、寧蔵にも勝利するが短期間による壮絶な訓練で身体を酷使し続けただけでなく、寧蔵との激しい戦闘に体が耐え切れず寧蔵に勝利した直後に死亡した。
タルと魔法の国で活躍して、生き返ることに成功する。魔法の国での特訓で魔法も使えるようになるが、現世に戻ってからは1度しか使用していない。寧蔵に勝利して以降は事実上、南野小ナンバーワンの喧嘩自慢になる。それをひけらかすことはなかったが、じゃば夫たちは本丸に喧嘩という点においては逆らえなくなった。
もっとも拳法をはじめとする運動能力はピカイチとなるが、それ以外の分野は芳しくないままである。学業成績は相変わらず最下層であり、手先も不器用で家庭科の時間に作成したエプロンを一人だけ期限に間に合わずに徹夜して作ったことがある（結局は地力で完成できず、りあの魔法でエプロンを完成させた）。予防接種の時には注射に執拗に怯えてズル休みを企てたり、虫歯になった時はタルの魔法で歯科検診を回避しようと企てたが、上手くいかず大綾には通用しなかった。
小学校低学年時代から伊代菜に溺愛しており、場所を問わずに伊代菜に関する淫らな妄想を繰り返している。ただし、バレーボールのコーチをしている時は厳しく接している。授業中に伊代菜を見つめて妄想を膨らましたり、二人っきりになった時も様々な下心を脳裏に浮かべている描写が多い。原子と揉めて勝負することが決まり、魔法特訓をする際にも「原子に勝つ」という目標と同時に「伊代菜にいいところを見せる」という心理描写が描かれることが多い。伊代菜に関する淫らな妄想をしている時に、タルるートの魔法で頭の中で考えていることをバラされ伊代菜に白い目で見られたことがある。本丸にやたらと絡んでくる伊知川を「世界一の意地悪女」と称しているが、伊知川を心底から嫌っているわけではなく、ややこしい友人として認識している様子。
作中後半ではそれまでのスケベ行為が露呈したことや行き過ぎた妄想をすることから「変丸」とも呼ばれているが、これを機にお笑いに目覚め、転向した。「得意技南野小で一番は誰だ決定戦」で悪に染まりかかり、原子に敗れた後はもう喧嘩をしないことを約束し中学生になっても約束を守り続け、最終的に本丸は本当の意味での「強さ」を身に着けるまでに至った。
江本 丸恵（）
本丸がタルの魔法アイテム「性転換ジュース・ホルモンガー」を使って女体化した姿。髪色は紫色で、本丸よりやや長髪。顔立ちはボーイッシュ。丸恵になると普段着ているトレーナーの「H」が「M」になる。バレーボールの試合で欠員が出て、試合続行が不可能になりかけたときに本丸が女体化して丸恵として出場し窮地を救った。原子に見つめられてどきどきしたり、伊代菜にライバル意識を持つなど体だけでなく心もある程度は女寄りに変化する。丸恵になっても、伊代菜や伊知川と入浴したことがある。丸恵から見た伊代菜は「女の子としてなにもかもが完璧で劣等感を感じてしまう存在」とのこと。
本丸が命を落として魔法の国を訪れた際にも、マハラパーとの勝負に勝つために丸恵になったことがあったが勝負には勝ったものの、マハラパーが丸恵に惚れこんでしまい後の騒動の元となった。
伊知川もホルモンガーで男になったが、伊知川は男になったことを楽しんでいた。

### 魔法使い
本作品における魔法使いたちは魔法の国の住人たちであり、あの世や精霊界とも繋がりがある。
魔法の本で人間界に召喚された魔法使いたちは、召喚者の願いを1つだけ叶えた後、魔法の世界に戻るのが基本であり、「ごきげんよろしゅるる〜」の呪文で魔法の国に帰還する。帰還と同時に召喚者を始め、自身を知る者たちから魔法使いの記憶は消えてしまうが、記憶が戻るケースもある。
召喚された魔法使いを媒体に人間界を行き来することも可能であるが、召喚された魔法使いが魔法の国に戻ると人間界に滞在できなくなる。
玉みえ
声 - 金丸日向子
通称「玉ちゃん」。タルが首に飾っている水晶玉。本丸とタルに様々な情報提供や助言をしてくれるが卑怯な行為を許さず、卑怯者には光線で攻撃する。しかも光線は避けても当たるまで出し続ける。ただしおべっかに弱いため、褒められるとその行為を許してしまうことも多い。

りあ・キナカーモ
声 - 山本百合子
タルの姉。年齢は不明だが大人びている。「ちとこまったんが〜」の呪文によって現れる。スカート付き長袖レオタード型の黒服がトレードマーク。魔法使いとしての能力は高く、有効時間は10日で一部の魔法は道具がなくても発効可能。魔法アイテムを出す際には髪をいじる仕草をする。魔法の有効時間が長いために、忘れた頃に魔法がきれることが多い。魔法で縮小させたクリスマスツリーが10日後に元の大きさに戻り、じゃば夫の家の天井を突き破った（原作では、じゃば夫の机を壊しただけ）ことがある。魔法で本丸たちが自作したゲームを駅前で売った際には、魔法がきれてから購入者が一斉に返金を求めて騒動になった。本丸の相撲特訓の際には家ごと魔法でカナダに移動し、本丸の修行に全面的に協力したことがある。
美人でクールでセクシーな雰囲気を放っているため、本丸や将軍之介が鼻の下を伸ばすことがある。喫煙者らしく、作中にたばこを吸う描写も見られる。タルが本丸に魔法を出し惜しみなく提供するのに対し、リアは状況に応じて必要と感じた場合のみ魔法を提供する。へそが弱点で、本丸からは「りあねえちゃん」と呼ばれている。魔法国からタルを迎えに来るが、同じく居候する。
番外編『りあ・キナカーモ至上の愛の物語』では主人公の1人を担当。自分を召喚した吾助の願いを叶えるために出した矢あほれたくんが当たってしまったことで、吾助と恋仲となるも吾助を本当に愛してしまったため、吾助との別れの際には涙を流す。

タルとりあの母
声 - 原えりこ（第4話・第5話）→土井美加（第60話・第61話）
本名、召喚呪文、魔法の有効時間は不明。かなり涙もろい性格らしく、本丸に心をぶつけられた時は滝のように涙を流していた。初登場は5話での回想場面だがその後は魔法の国編まで登場せず、服装も変更された。せがまれてタルるートに胸を吸わせてあげている描写があり、まだ現役で母乳が出せる模様。

タルとりあの父
本名、召喚呪文、魔法の有効時間は不明。将軍之介が持っていた大魔法百科に姿が載せられている。その姿は凶悪な魔物そのものであり、魔界に住んでいるとのこと。江川曰く、元は優しい外見であったが悪の道に走って現在の姿に変貌してしまったとのこと。またタルの母とは別居している。なお、江川はそのことについては描こうと思っていると発言したが、結局は描かれなかった。

ミモラ
声 - 西原久美子
タルの同級生。魔法の幼稚園時代にタルと知り合う。魔法の幼稚園時代の給食に大嫌いな、たこ焼き（テレビシリーズではたこ焼きの他にニンジンも嫌い）が出て困り果てている時に、タルが担任の先生が見ていない隙をついて給食を食べてしまう。単なる盗み食いなのだが、「助けるために食べてくれた」と勘違いし、この一件でタルるートに恋愛感情を抱くようになる。その後もたこ焼きは大嫌いなままである。魔法の有効期間は30分。「ほんとにもんが〜」の呪文によって現れる。
「タルるートの恋人」をしばしば自称している。言葉遣いはいつも丁寧語で、一見礼儀正しい性格のように思えるが実際は泣き虫な上に短気で我儘な性格であり、強引な行動が多い。一方で、勘違いが多く思い込みなども多いが、あまり周りの意見に耳を傾けることはない。何かショックなことがあったり、不満なことが起こると（自分に非があった場合でも）大泣きしながら暴れ回るか、気に入らない対象人物に「あんまりですわ〜」と叫びながらパンチ（通称「あんまりですわパンチ」）を食らわせる。食らった者は、吹っ飛んで地球を1周するほどの威力を持つ。タルも、数回このパンチを受けている。大暴れの際に発するパワーは異常に高く、周辺の建造物や高速道路が倒壊するほどである。
タルと一緒に暮らしたいがために、タルを無理矢理に魔法の国へ連れて帰ろうと大騒ぎを繰り返した。この抗議に困り果てた本丸がしぶしぶ了承し、ミモラも南野町で暮らすことになった。南野町で暮らし始めてからも相変わらず、タルを執拗に追い回している様子。ミモラはタルのことを恋人と認識しており、両想いだと信じ込んでいるが、タルがミモラに恋愛感情を抱いていると思われる描写は存在せず、恋人とは認識していない様子。タルが誰かと仲良くすると（仮に仲良くした相手が男であっても）激しく嫉妬して、二人を引き離そうとする。本丸とタルの関係も例外でない。ライバーにしばしばアプローチされているが、ライバーにはまるで関心がないようであり、ライバーと関わることには消極的。大泣きして大暴れした時のみならず大笑いした時にも地響きが起こり、本丸の家が倒壊した。
テレビシリーズでは、タルとミモラの二人に松五郎が無料でたこ焼一人前をプレゼントしてくれたが、タルがたこ焼きに夢中なことに腹を立て、たこ焼きを踏み潰そうとしたため普段は優しい松五郎が血相を変えて怒った。別のエピソードでは将軍之助が書いた童話「星の王子君」に出てくる哀れな王子を「江戸城家で酷い扱いを受けているタルるートがモデル」だと憤慨し、江戸城家を「悪の家」と言い張り本丸を困らせる。
伊知川が呪文で呼び出した縁で伊知川家に居候することになる。伊知川の策略に嵌り伊知川にいいように利用されているが、そのことに気付いていない。おねしょをして伊知川にからかわれ、それを魔法で伊知川に転嫁したことがある（詳細は伊知川累の項目を参照）。

ライバー
声 - 鈴木みえ
タルのライバル的魔法使い。初登場時は「垂野頼春（たるの らいばる）」という人間の姿をして、南野小に転校生として現れた。「ゴメンガー」の呪文によって現れる。魔法の有効時間は不明だが、タルやミモラの魔法が通じなかった描写もあるなど魔法使いとしての実力は高く、得意とする光線（技の名前はライ）は町中を崩壊させるだけの威力がある。ただし姉のりあには頭が上がらず、「さん」付けで呼んでいて言うことを聞いたことがある。魔法の幼稚園時代に同じクラスだったミモラに溺愛しており、ミモラが溺愛しているタルを、恋敵として一方的にライバル視しているが、タルがライバーをライバル視している描写は特にない。ミモラはライバーに好意すらもっておらず、煙たがっている（テレビシリーズでは自らの真心をこめたひまわりをプレゼントしたお礼を貰って一度だけ報われている）。全く空気を読めないことに加え、相手の心情を読む能力は致命的なレベル。その上、発想力も非常に乏しく好意を自分に向けさせようと様々な手を打つものの、あさっての方向を向いたような策ばかりである。それらの策は毎回のように裏目に出で散々な目に遭うことを繰り返している。タルに化けて策を企てようとすることがあるが、変身しても目つきと足の長さは変身前の姿から変化がなかった。タルとミモラがいちゃいちゃしている夢を見るなど、二人の動向が気になってしょうがない様子。ミモラ同様、タルやミモラ絡み以外の出演シーンが皆無のため日常時の性格は一切不明である。大綾が呪文で呼び出した縁で、大綾のマンションに居候することになる。前述のように魔法使いは「呼び出した相手の願いを一つ聞く」というのが決まりの様で、「野蛮で暴力的な生き方を辞めなさい」という願いで、根性を叩き直すため掃除や早朝マラソンなどを嫌々こなしている。大綾もライバーの恋についてアドバイスすることがあるが、どこが焦点がずれていたりライバーがアドバイスを誤った形で解釈するなど一向に進展は見られない。居候後はよくイタズラがばれ、お尻叩きのお仕置きをされている。大綾とはあまり上手くいっていないようで、テレビシリーズでは「やっぱり先生は大誤りだ!」と叫んだことがある。
タルをとにかく嫌うようになったのは、ミモラに告白するために命がけで手に入れた貴重な花が、不幸な偶然が重なってタルの手に渡った上、その場にいたミモラが勘違いしてタルを一層好きになってしまったことが原因の一つである。その憎しみは深く、タルとタルに味方する本丸を魔法を駆使して本気で殺そうとしたことが何度かある。

にるる
声 - 瀬戸真由美
タルるートを慕う生物。尻尾を握られるとその時に見ていた人や物そっくりな姿に変身する。ただし、目的の人・物に化けさせるためには実物を見せる必要がある。しかし必ず成功するわけではなく、失敗も多く本丸の思い通りにいかないパターンが多い。人に化けた場合でも、舌以外はあまり動かない。表情は笑顔が基本で表情の変化は少ない。くしゃみをすると元に戻る。兄弟にけるるがいる。普段は「にる」「にる?」「にー」などと鳴く。

リュウライター
声 - 小野坂昌也
大きな竜に乗るドラゴンライダーの魔法使い。魔法の国を訪れたタルと本丸と遭遇しタルを気絶させるが、本丸とのじゃんけん対決には敗れる。

マハラパー
声 - 松尾銀三
最強クラスの魔法使い。魔法の有効期間は365日と非常に強い（その魔法が本丸にかけられたままで終わった話もあったが次の回では元に戻っている）が、作為的に呼び出されることを禁じるなどの法律に則ってりあには負けている。決して悪党ではないが、非常に女好きで本当は男と知りながらも丸恵に近づこうともくろみ、様々なトラブルを引き起こす。テレビシリーズでは再登場する話はカットされているため、一度だけの登場に留まっている。

色空仙人（）
声 - 石森達幸
魔法の国の氷霊山の上に住む仙人で、人の生死を司る力を持つ。紆余曲折を経て彼の元にたどり着いた本丸に対して試練を課し、その心の強さを認めて本丸を生き返らせようとするがあの世の使い（本丸の母方の祖母の神宮寺光子）の出現で本丸が元から生き返る運命にあったことを知り、自らその場を引いた。

### 江戸城家
所在地は南野町1丁目。二階建ての一軒家である。
江戸城 将軍之介（）
声 - 堀秀行
本丸の父親。職業は絵本や童話作家でペンネームは「大江戸火消し男」。読み切り版（本丸8歳）で28歳のため、連載版の開始時点で31歳。あらゆる格闘技に精通しており、本丸の実質的な師匠でもある。ハーフらしいが、どこの国の血が混じっているのかは不明。本丸曰く「魔法に詳しい」とのこと。
厳格で、頑固ゆえに表情は険しいことがほとんどで、普段の口数はあまり多くない。硬派な印象とは裏腹に本丸同様にスケベな面も見られる。
仕事は机でうつ伏せになって昼寝をしていることが多く、本丸曰く「仕事をサボって昼寝をするのが父ちゃんの生きがいであり、起こした者は、この世の地獄を味わう」とのこと。
本丸への修行方法はスパルタ的で我が子を千尋の谷に突き落とす、獅子のような苛烈さが伴う。タルと出会う前の本丸に過酷な特訓を施した際には、本丸の成長を促せなかったが、本丸がタルとの生活や特訓の日々を経て、努力することの大切さを学んでいってからは良き師弟関係にもなっていき、本丸が寧蔵の件で自らの意思で強くなることを望んだ際には、親子のマンツーマンで山篭りでの拳法修行を施し、本丸を学校でも最強クラスの武術家になるまで成長させることに成功した。
タルについては「本のネタになる」と言う理由で受け入れている。
不器用ながらも愛する家族である本丸や千鶴に対する深い愛情があり、本丸が寧蔵との死闘によって（一時的にとはいえ）死に至ってしまった際には、自らのやり方が過酷過ぎたことを痛感し、涙を流していた。結婚記念日に出版前の新作の童話を千鶴に渡そうとし、本丸とタルのちょっとした勘違いによる妨害にもめげずに、本に傷がつかないように守り抜くなど、千鶴に対する愛情の深さがうかがえる。妻・千鶴との出会いから結婚、出産に至るまでの一部始終をタルるートと本丸が魔法を使って覗き見したが、千鶴の記憶では、「海で溺れた自分を将軍之介が助け、その後再び偶然再会して、右軍治に婚姻の許しを得て結婚し、本丸が待ち望まれて生まれてきた」ことになっている。しかし、将軍之介の記憶では「バイク事故で崖から海に落ちた際に溺れている千鶴を偶然発見し、結果的に人命救助した後に、事故でかけつけてきた警察を見て、その場から逃げ出しており、千鶴との再会も偶然でなく、偶然を装った待ち伏せであった。婚姻の許しを得る際にも右軍治に暴言を吐いており、妊娠後に千鶴が生まれてくる子の話をすると煙たがっている」ということになっており二人の記憶は大きく異なる。どちらの記憶が事実に近いのかまでは言及されていない。
高校生の頃に両親に勘当されており、妻の千鶴とは駆け落ち同然に結婚したため、千鶴の父親（将軍之介の義父）である右軍治とは不仲が続いており、頭が上がらない。

江戸城 千鶴（）
声 - 本多知恵子
本丸の母。読み切り版（本丸8歳）で24歳のため、連載版の開始時点で27歳。旧姓は神宮寺（）。
大富豪の令嬢であった15歳の頃に出会った将軍之介と恋に落ち、半ばさらわれるような形で駆け落ちして結婚。逆算すると16歳で本丸を出産したことになる（作中にも「10代で出産した」との記述あり）
理想的な母親であり、低姿勢で謙虚で温和な人柄で笑顔を絶やさない。本丸に対し、因果応報の教えを説いたり、タルやミモラなどの魔法使いのこともすんなり受け容れた。料理が大変上手く、本丸やタル、将軍之介からは「母ちゃんの料理は最高」と絶賛されている。
チンピラに絡まれた人を助ける勇気もある。また本丸とタルを溺愛する右軍治に注意することもあった。

神宮寺 右軍治（）
声 - 飯塚昭三
千鶴の父。本丸の母方の祖父で、将軍之介の義父。
大富豪で、かなりの資産家であるが詳細は不明。
普段は優しく、にこやかな表情をしているが怒りが頂点に達すると別人となり、鬼のような怖い顔に豹変する。将軍之介にとっては頭が上がらない人物で、将軍之介に対する二人称は基本的に「貴様」である。
前述の通り、千鶴の結婚は許していなかったが、孫ができたことは素直に嬉しかったらしく、孫の本丸とタルのことを溺愛している。
初登場時は将軍之介を手加減をせずに本気で殺そうとするほどの憎しみを抱いていたが、タルの魔法アイテムの1つである「霊界テレビ電話・もしもしいた子ちゃん」により、あの世から呼び出された妻の光子による説得により殺意は収まる。しかし、未だに将軍之介のことを嫌っていることと正反対な性格は変わっていない。

神宮寺 光子（）
声 - 川村万梨阿
千鶴の母。本丸の母方の祖母で、将軍之介の義母。
右軍治の妻。心筋梗塞で他界するが、タルの魔法アイテムの1つである「霊界テレビ電話・もしもしいた子ちゃん」により呼び出され、右軍治・将軍之介・千鶴とは十数年ぶりに再会し、孫の本丸とも対面。右軍治に将軍之介を許すように説得した。あの世と魔法国は繋がりがあるため、本丸が寧蔵との死闘で命を落としたときには、天の使いとして本丸の命を救うために奔走することとなる。あの世では年を取らない理由から、若い頃の容姿で姿を見せている。

轟丸（）
読み切り版に登場した本丸の愛犬。
連載版においては元は捨て犬だったが、小学校低学年時代の本丸に拾われて本丸の愛犬になったこと、それに事故に遭いそうになった本丸を庇い、車に轢かれて亡くなったことが語られた。

### 南野小学校6年1組
本丸の5年生時から同じクラスメイトである。
大綾 真理（）
声 - 鶴ひろみ
名前の由来は「大誤り」である（単行本の人物紹介より）。
5年生の時から本丸のクラスを担任する教師。連載開始時点で23歳（本丸たちの卒業時点で24歳）。独身で、料理が得意など、大人の女らしい内面も持っているのだが強気で男勝りであり、恋人はいない。しかし浪速と早稲田からは好意を持たれている。柔道4段に空手と剣道3段の達人。違法改造オートバイで通勤し、白バイ警官に補導されてしまうこともしばしば。女子バレーボール部では顧問を務めている。
情熱的でエネルギッシュで生徒に対して厳しい態度で臨み、教育方針は過激で熱血的（生徒からは怖がられている描写がある）である。「“力の限界に挑戦する”、これが私の目指す真の教育」と自らの教育理念を語っており、本丸が原子と揉め事を起こすたびにスポーツによる勝負で決着をつけさせようとする。相撲やボクシングの歴史を詳しく知っているなどスポーツに関心が強い。またスキーやサーフィンを軽々こなすなど、武道以外のスポーツも得意。体は引き締まっており、自宅ではダンベルを使ってトレーニングしている描写が存在する。合宿の風呂場ではスタイル抜群の裸体を披露し、女子生徒から羨ましがられていた。既に述べたように生徒に対して厳しく、日常生活においても遅刻、宿題忘れ、掃除サボり、無断欠席などの問題行為に対しては厳しい体罰（脇に抱えての強烈な「お尻ペンペンの刑」）を与える。素手ではなく、ラケットでもこの体罰を行ったことがある。この必殺技を食らった生徒は尻が倍に腫れあがり、本丸やライバー、じゃば夫がよく尻を叩かれていた（修行後の本丸はあまり尻叩きで痛がらなくなっていた。そのため以後、本丸を罰する際には素手では叩かなくなる）。描写は少ないが、伊知川と原子も叩かれたことがある。伊知川はかなり痛がっており、原子はあまり痛がってはいなかったが恥ずかしさで怒った。その他にも本丸と原子は休み時間が終わっても教室に戻らなかったことがあり、その際には強烈な拳骨を二人に浴びせている。いきなり1日の授業を潰して野球大会をやることをにしたり、体育の時間に砂場でビーチバレーを始めるなど気まぐれな一面もある。
本丸とタルが自宅に来た時は、テスト勉強を教えて食事まで出して心配させないように保護者に連絡を入れる一面もある。
作中で原子にとっては数少ない頭の上がらない人物である。一般的なマンションに一人暮らしをしていたが、前述のように呪文で呼び出した縁でライバーと同居することになった。
タルるートの母にどことなく似ているからか何度か甘えられており、母性をくすぐられる処があるのか本人もタルのことは気に入っている。また魔法アイテム・いんがリングGの作用とはいえ、本丸とも一緒に入浴したことがある。
立派な胸のことを本丸に褒められた際は、「女性の胸は母の象徴」と返しているだけはありタルに母親を思い出して胸を吸われた回数は3回と作中最多。他に伊代菜、伊知川が選べる状況でもタルは全く迷うことなく大綾に向かっている。ただ、タルが人形サイズやお湯の状態であったため何が起きたかよく解らなかったり、吸われている間タルをだっこしたままぐっすり寝てしまったりで何回も胸を吸われていることに作中終始気付かなかった。また職員室での出来事で大綾側に余裕がない1回目、タル側に時間的に余裕がない2回目とことなり、自宅の風呂ということでかなり長い間そのままだったのが会話から見て取れる。テレビシリーズで描写された際は3回目の湯船で抱っこしている回のみ状況に気付いているが黙認しており、脱衣所の異変に気付き立ち上がったためほぼ一瞬の出来事になっている。

河合 伊代菜（）
声 - 冬馬由美
本丸が惚れている本作品の中心的なヒロイン。名前の由来は「可愛いよな」である（単行本の人物紹介より）。11月23日生まれのいて座。アニメのみの設定で血液型はB型。ややたれ目がちだが、女らしく美人。大金持ちのお嬢様で豪邸に住んでいる。服装は、ほぼ例外なくスカート。パンツスタイルの時は稀。顔付きや胸の大きさは大人びているが、背丈は周りの小学生と同じ程度。クラスの中でとても賢くて、学業成績は優秀で運動も得意。バレーボール部に所属し、スパイカーを担当する。バレーボールの試合でタルの魔法を使ったインチキをしたことがあるが、その際に躊躇している様子もなく、魔法で自分の体がバネのようになったことを喜んでいる。細身に似合わず怪力の持ち主でもあり、パニック状態に陥ったり、怖がったり喜びの余り興奮すると本丸たちを気絶させてしまうほど締め上げてしまうことも。「普段は大人しいのに、スポーツになると熱くなる」と伊知川は述べている。心優しい性格で普段の振る舞いは親切ではあるが、相手や状況を問わずに親切にする。八方美人的な側面があり、無気力にその親切心を利用されることもある。また本丸たちの度の過ぎたセクハラまがいなスケベな言動や、悪戯に怒り出す時も度々ある。争い事などが起きると、状況を問わずに制止に入る。本丸は小学校卒業後も伊代菜の「喧嘩をしないで」という言いつけを守ったがために、進学先の蛮野中学で番長グループに目を付けられて喧嘩になった際に、一切の暴力を使わず、結果的にタコ殴りにされるはめに遭う。消しゴムに名前をつけるなど、時折、変わったお茶目な行動も見られる。伊知川とは親友で、よく一緒に行動している。密かに本丸に好意を寄せていると思われる描写が多く、卒業時に本丸にキスをしている。小型犬・ニノマル（名前はアニメより）を飼っており、時折、散歩している姿が見受けられる。
母親の言い付け（女は見られて綺麗になるもの、という持論を持つ）で、際どいヒモ水着やセクシーなスケート衣装など露出度が高く過激な服装が多い。卒業後は私立の中学校に進学した。卒業後の進路を直前まで明かしておらず、同じ中学に通う空想をしていた本丸はこのことでショックを受けている。
基本的に名前で呼ばれており、名字で呼ぶのは早稲田と寧蔵くらいである。

伊知川 累（）
声 - 杉山佳寿子
名前の由来は「意地が悪い」である（単行本の人物紹介より）。原作とテレビシリーズとで初登場の時期が異なり、前者では2巻からレギュラー入り、後者では初回からの登場となっている。いつも頭に大きなリボンを付けている。伊代菜に比べると活動的な服装が多い。その名の通り意地が悪い少女である。学業成績は伊代菜には劣るが原子には勝るとも劣らない優等生。本丸に対していじめ同然の度を超した悪戯や嫌がらせを頻繁に行っている。意地悪発生は、伊代菜と本丸が仲良くしている時や本丸が伊代菜へ一方的に想いを寄せている場面などであることも多い。実は本丸に好意を抱いている。本丸を徹底的にいじめて、その報復でわらわらくんで体をもて遊ばれたことがある。ホルモンガーを使われて男にされたこともあるが、その際は男の強権を行使するなど、全く落ち込んでいる様子はなかった。
悪知恵が働き、遅刻した際に仮病を使って演技をし大綾を騙して尻を叩かれることを免れた。遅刻の本当の理由は「漫画を読みながら登校したから」である。この日は本丸も遅刻していたが、大綾に尻を叩かれた様子。かなり口達者で、本丸の10点の答案を盗み「拾い主には1割の御礼をすると法律で決まっている」と述べ、答案の上から1割にあたる範囲を切り取るという嫌がらせをしている。大綾に対して「喧嘩は両成敗であるべき」と提言したことから、じゃば夫に一方的に殴られていた本丸が、じゃば夫とともに大綾に咎められた。悪知恵が働き、口達者な上に気も強いので、口喧嘩は、かなり強い。しかし、本丸に助けられた時は頬を染めたり涙ぐんだりするなど、素直で女らしい一面を持っている。アニメでは占いが得意だったり、猫をかわいがる一面もある。時折、男口調になったりと口が悪く、勝気な性格のため、本丸いじめという共通の利害がある男子（原子やじゃば夫、寧蔵など）に対しては悪態をつくこともある反面、女子に対しては素直で親切な一面を持つ。本丸が予防接種の時に泣いている写真や水恐怖症で水泳の時間に泣いている写真を肌身離さずに持っており、この理由は「だって、あたし、本丸君のこと好きだもん」とのこと。話が進むにつれ、特訓で数多くの競技を極めた本丸の姿を見て次第に認めるようになる。前述のように呪文で呼び出した縁でミモラを居候させている。作中の大多数の人物がミモラの大泣きを恐れているが、伊知川だけはそのような事態を全く恐れておらず、非常に気が強い。口達者であることを生かして、ミモラを騙して魔法を使わせたり「家から追い出す」と脅して魔法アイテムを使わせて、本丸に大掛かりな嫌がらせをしたことがある。比較的、立派な一軒家に住んでいる。本丸・じゃば夫と同じ公立の蛮野中学校に進学（3人は、幼稚園・小学校・中学校と同じ学校に通う幼馴染の間柄）。伊代菜同様、バレーボール部に所属しセッターを担当。伊代菜とは性格は正反対だが仲が良く、二人で行動していることが多い。二人の会話の内容はほとんど描かれなかったが、「好きな男子のタイプは?」というお題で詳しく描かれたことがある。その際に伊代菜は伊知川の発言にひたすら同調するか、定型文のような内容を繰り返すだけの無個性な応答をしており、途中でそのことを伊知川に突っ込まれた。
本丸を庇ったり同調することもある。本丸の「原子の顔がムカつくから鉛筆投げつけた」発言に対して「原子の顔は授業中でもムカつくのは分かります」と同調して原子に殴られている。
父は海、母は唯（ゆい）。小2の弟・武伊（ぶい）（声 - 柳沢三千代（第64話）→佐藤智恵（第85話））がいる。弟は活発で貸したウォークマン（ヘッドフォンステレオ）を壊されたり、お気に入りの服を汚されたりと、手を焼いている様子。
基本的に名前で呼ばれることの方が多い伊代菜とは対照的に名字で呼ばれることが多く、名前で呼ぶのはタルと伊代菜、ミモラくらいである。

原子 力（）
声 - 堀川亮
5年生の時に転入してきた。テレビシリーズでは転校して来た際に大規模なパレードを行った。名前の由来は「原子力」の捩りである（単行本人物紹介より）。日本中の電気を管理する原子電力会社の社長の息子（アニメでは原子財閥総帥の息子という設定で“原子財閥の御曹司”と触れ回ることが多い）。原子力（げんしりょく）推進委員会・児童向広報企画室長。伊代菜以上に早熟で、大人びた長身と老けた顔をしている。作中で老け顔を指摘されることも多く、実は原子本人も気にしている。その顔と親の権力を利用して、自動車を無免許で運転している。無免許運転については「老顔の特権で、バレても父親に頼んで揉み消し」とのこと。描写は数回しかないものの、河合家以上の大豪邸に住んでいる。長身、筋肉質、大富豪、成績優秀な上にずば抜けた運動能力の持ち主で、その上あらゆる文化系競技の達人でもある。伊代菜に惚れているため、同じく本丸にとって最大のライバルにして驚異となる存在。エリートの中のエリートだが人格面にはかなり問題もある（後述）。
相当な自信家であり、プライドが極めて高くかなり傲慢で横暴、横柄で基本的には伊代菜と大綾以外は見下したような態度を取ることが多い。また様々な大会の少年部門でチャンピオンに輝いており、それらの実績を毎回のように自慢している。大会の詳細は一度も明かされたことはないが、実際に本丸たちの前で異次元といっても過言でない能力を発揮しているので、超人的な小学生であることは確かである。転校初日には大綾を「美しいお姉様」と呼んで叱られたので、それ以降は「ビューティフル・ティーチャー」で通している。なお、この呼び方をしているのは原子だけである。本丸、じゃば夫、両口屋、伊知川、伊代菜の6人で行動する機会がそれなりにあるが、本丸や伊代菜との会話ばかりでじゃば夫、両口屋、伊知川との会話はあまりない。前述のように振る舞いや態度にかなり問題があるため、原子の存在を不快に思っている同級生も多い（その事実を顕著に示す例として、本丸の「原子の顔はムカつく」発言に伊知川も同調している他、サッカー対決の時には、はっきりとそう発言されている）が、バレンタインでチョコを数多く貰うなど女子からは人気がある。学業成績は伊代菜に次ぐ好成績で伊知川とほぼ互角の優等生。ナルシストな面も持ちあわせており、表向きにはキザで嫌味。その反面、ぬいぐるみが無いと眠れないという子供らしい一面もある。また常に相手が触れること無く勝利を収めたという完璧過ぎる実績から、「打たれ弱くなってしまっている」という弱点を持つことになったが、ボクシングで本丸に負けてからは自らの肉体を痛めつける特訓を繰り返すことで、この弱点を克服した。
一度、本丸に敗れてからは一方的にライバル視するようになり、作中では幾度となく本丸と揉めて「○○で勝負だ!」が定番の流れとなっており、ボクシングや相撲などで度々対決するが、修行をした本丸に悉く敗れている。そのため、卒業を控えたある日、特訓後の本丸に勝ったことがないことに気付いて実はそれが劣等感になっており、打倒本丸のために特訓をして最後の勝負を挑んだ。本丸とのタイマン勝負で勝ったのは卒業を前にした「学校一決定戦」のみ（ただし、団体戦においては雪合戦で本丸側のチームを窮地に追い込み、本丸は降伏し敗北を認めて原子を中心としたチームが勝っている。またビーチバレーでライバーと組んだ時は、本丸とタルのペアに反則なしで勝っている）。極度の負けず嫌いで、負けることを何よりも嫌うがアニメでは、「負けることはビンゴの次に嫌いなんだ!!」と語っている。だが、本心ではそんな本丸を最大の友として認めており、終盤には転校してきてからの2年間は楽しかったと発言している。寧蔵との団体戦では本丸と共闘しているが、本丸いじめという共通の利害がある、じゃば夫・両口屋・伊知川とは共闘したことはない。
本丸との勝負を控えた時には、実家の財力と科学力を駆使して徹底的に己を追い込み鍛え直し、本戦では正面から堂々と立ち向かうが、旗色が悪くなると卑怯な手段を使ってくる。またボクシングの対決を控えた時は、世界ヘビー級王者のマック・タインソ（声 - 銀河万丈）を専属コーチにつけ本格的な特訓を行った。相撲の対決を控えた時も千代の富士を専属コーチにつけ、同様に厳しい特訓を行い、小錦以上と評される。本丸とのタイマン勝負以外では卑怯な手段をとることも多々ある。マラソンでは勝つためには手段を選ばない卑劣な行動をとった（数々の卑劣な策を弄して本丸に勝とうとしたも、最下位に終わった）。ほかにも、野球勝負も本丸とタルの給食に下剤を入れるという卑怯な手段をとった。本丸とサッカーで揉めた時にもわざと本丸の体に蹴りを入れ、それを偶然の事故だと言い張るという卑怯な行動に出た。世界ジュニア雪合戦最優秀参謀に選ばれており、アニメでは同賞のバッジを服の裏側につけている。野球の本場・アメリカのニューヨーク・ヤンキースの練習に3年間参加し、チーム内紅白戦で先発完投型投手として活躍、打撃面では打率7割を記録した。相撲とビーチバレーはインチキしなかったほか料理対決では潔く負けを認める。
女性に対しても暴力を振るう。本丸に同調した伊知川を殴っている。
サッカー対決で負けた際、勝者の言うことを1つ聞くでは伊代菜に「みんなと仲良くして」と言われたので多少なりとも協調するようになった。
タルの魔法を知った際、本丸が自分との対決でタルの魔法を使った反則で勝利していたと思い込み、本丸を見損なうがじゃば夫の叱責や決して寧蔵に屈しない本丸の姿を見たことで思い直した。様々なスポーツを極めているが、相撲については未経験で原子曰く「肥満児の頂点などこの俺様が極めるに値しない、俺の美学に反する」とのことだったが、特訓し本丸と共に太ってしまう。
大金持ちのため財力を振りかざすことも多い。タルの魔法で出した料理人と勝負する際には、世界中から一流の素材を惜しみなく集めた。選挙大会の際には、自分に投票させるために自社の特製計算機を無料でクラスメートに配布している。前述したりあの魔法で作ったゲームのことで客から返金を求められた際には、全額立て替えている。
「学校一決定戦」までは全て自分の力でこれまで何でもこなしていたと思い込んでいたが、本丸との対決を通じて自然の力を借りていることに過ぎなかったことに気づき、調和できるようになった。
「小6と言えば12歳、12歳はもう大人」という理由で豪華な一戸建てで一人暮らしを始めようとしたが、引っ越しの手伝いに来たタルが滑って転んだ際に6億円の坪を割ってしまう。さらにミモラの魔法で作った、ロボットに家を破壊され、一人暮らしの計画は水の泡と消えた。
卒業後は私立中学に進学したため、中学生編へは最終回にて再登場したのみであるが、他のメンバーと同様にタルのことを覚えていた。
伊代菜や丸恵に惚れているが、ホルモンガーを飲んだ自分に惚れたこともある。

邪馬 じゃば夫（）
声 - 塩屋翼
乱暴者で、問題児でガキ大将。名前の由来、および人物のモデルとなっているのは『スター・ウォーズ』に登場するジャバ・ザ・ハット。学業成績はクラスの最下層で、テレビシリーズでは本丸と共に「0点ブラザーズ」と呼ばれている。早食いのスピードは超絶で、大柄で肥満体型の持ち主であるが腕力はあり、ソフトボール投げ（テレビシリーズでは砲丸投げ）、相撲など重量やパワーを要する競技が得意で、実は器用で家庭科も得意。しかし、それらの得意な競技でも魔法特訓以前の本丸には勝っているが原子には遥かに劣っている。原子の転校初日に体育の時間に行われたソフトボール投げでは、自信満々で勝負に挑んだものの惨敗。原子は転校初日からじゃば夫を見下しており、じゃば夫もそれ以降は原子を意識することはなくなり、その後は両者が直接敵対するようなことは相撲や絵で対決した時など一部を除いてはなくなった。
「番長」と認識されているが、原子や寧蔵の存在によって番長としての存在感は薄くなった様子。また自分より遥かに強い者（原子や寧蔵や修行後の本丸など）に対しては、恐れをなす描写も多くあるなど根は臆病で小心者であり、テレビシリーズではそうした一面がより顕著となっている。いじめっ子気質ではあるが、さり気無く友達思いの面もある。当初は本丸をイジメていたというイメージがあるが、実際は基本的には本丸とは仲が良く、一緒に楽しく遊んでいた時もあり、「本丸はああ見えて根性はすごいんだぜ」と認めている節も時折見せる。またタルの魔法を使った猛特訓（ボクシングの特訓）に身をもって体験した際にも、そのあまりの過酷さに直ぐに音をあげるなど本丸のような根性はなく成し遂げた本丸に驚愕している。自宅は標準的な一軒家だが、風呂がないのか銭湯通いである。年の離れた幼児と思われる弟がおり、学校ではガキ大将だが、弟に対しては優しいと思われる描写がある。
中学生編では、幼友達として良き女房役として本丸と同じ蛮野中学校に登下校を共にし（途中でいつも伊知川が合流）、基本的にいつも一緒に行動している。幼稚園から中学一年までずっと本丸と同じクラスに在籍。中学生篇では本丸のとばっちりを受け、本丸と共に凄まじいイジメにあうようになった。その際にタルを呼び戻そうと提案しており、しっかりと覚えていた（他のメンバーも最終回で忘れていなかったことが判明）。
読み切り版での特技は「埼玉拳」（相手の体を標的に埼玉の市町村の位置に合わせて拳を打ち込む。じゃば夫曰く「正義の鉄拳」）。この技はテレビシリーズでも再現された。本丸の回想では、「神奈川拳」も使っていた。また蹴り技に合わせて「あいうえおかキッ〜ク!」と叫ぶ。
祖父と母と弟の4人暮らし。母（声 - 青木和代）にはじゃば夫は頭が上がらない。一方で、祖父はじゃば夫（声 - あずさ欣平）にとっては優しい。番外編『まじかる☆りあねーちゃん』には彼の先祖が登場する。

両口屋 是清（）
声 - 浦和めぐみ
じゃば夫と一緒にいることが多く、腰巾着のような位置関係。選挙大会の時の触れ込みによると「ケンカが弱く、金もない、女にモテない」とのこと。誰に対しても常に敬語で話し、一見、礼儀正しい性格のように思えるが、「国語が得意で、中でもことわざに自信がある」と明言しており、さまざまなことわざ・慣用句を利用した嫌味を吐く毒舌家で日常会話でもことわざ・慣用句を多用し、本丸を言葉の暴力でいじめて、精神的に陥れたことがある。しかし後日、実話っかを首につけられ、ことわざ・慣用句を多用し、酷い目に遭わされ、返り討ちにされている。いつもじゃば夫のそばにおり、じゃば夫に同調してばかりなので、存在感は薄いが性格は歪んでおり、大事な思い出の品を本丸に壊された時には豹変して仕返しとして奴隷のように扱った上に自分の足を舐めさせようとした。また揉め事が起こると有利な側にあっさり寝返ったことがある（本丸が強くなってからは、本丸に寝返ったことがある）など日和見な面もある。アニメでは放送部員を務めており、本丸が原子と勝負事を行ったり、何らかの大会が開かれるたびにアナウンサーを務める。実は卒業前に行われた学校一決定戦の覇者である（本来対決するはずだった原子が本丸に勝利したことを祝うパレードに出席したため不戦勝扱いとなったため）。
卒業後は本丸たちとは違う中学校に進学したため、中学生篇では最終回で再登場したのみであるが、蛮野中学校の荒れようを聞いて同じ学校に行かなくて良かったと安堵していた。

座剣邪 寧代（）
声 - 堀江美都子
6年生になってから転入してきた通産省高級官僚（テレビシリーズでは世界の政治・経済を陰で動かしている座剣邪コンツェルンの総帥）の娘。小学生にもかかわらずたばこを吸い、机の中には凶器や爆薬などを仕込み、黒の過激な下着を身に付けていたこともある。伊知川よりも相当、口が悪く、かなり硬派な男口調で話す。「ざけんじゃねえよ!」が口癖。特技はけん玉で目に見えないほど凄い速度で操ることができる。けん玉の中に刃物を仕込んでおり、喧嘩の際に刃物入りのけん玉を武器として使用する。不良を気取っているが、6歳の時に母親を亡くして以来、寂しい思いをしたことがグレた要因の1つとして作中で取り上げられている。時折、性根は優しく、女らしいと思われる描写も見られる。転校してきた当初は排他的な態度をとっていたが、本丸とタルに関わっているうちに素直さを見せるようになってきている。本丸が寧蔵との勝負に勝った後に亡くなった時には、号泣していた。住まいは双子の兄・寧蔵と高級マンションに二人で暮らしている。
年下の子が不良高校生にカツアゲされているのを見兼ねて助けようとして返り討ちにあったが、本丸との特訓で不良男子高生を全員倒している。
テレビシリーズでは、原作に登場しない話にも登場するなど出番が増えている。

無気 力（）
20番。無気力な少年。アニメには未登場で、クラスメートでさえ気づかないほど存在感が薄く極めて無口で暗く、ほとんど言葉を発さない。原子からは名前が同じことを嫌がられており、「ムッキー」と呼ばれている。タルの魔法の存在によって悪い影響を与えてしまった一人でもある。
母親に甘やかされて育ったため、その名の通り何をやっても無気力になっており、歩くことはおろかトイレを流すことすら自力でやろうとしない。相手にしなければ基本的には無害であるが、その本性は極めて陰湿かつ悪質な上に卑屈で執念深いと、非常に危険な思考の持ち主で、弱い立場であることを盾にしては、他人を平気で利用する。
本丸やタルと関わり魔法の存在を知って以降は、タルが無邪気なのをいいことに、タルをよく利用するようになる。タルが味方につくと急に強気になって傲慢な態度をとり、次々に魔法を催促する。タルの魔法で力をつけると人が変わったように威張り出して調子に乗るが、魔法がきれるとまた狡猾に弱者を演じる。このあまりにも卑怯な性格のため、本丸たちからは非常に嫌われているが、他人に甘過ぎる伊代菜だけは無気に好意的。本丸同様、伊代菜に密かに恋愛感情を持っているが、本丸が積極的に伊代菜と交流するのに対して、無気は一度もアクションを起こしたことがない。体育の時間に伊代菜のブルマの股間の部分を凝視するなど、本丸の淫らな妄想より下品だとも言える。
本人曰く、趣味は「ペットを可愛がること」らしく自宅の部屋には様々な種類の動物が檻に入れられて飼われている。これらの世話をしているのは無気の母親であり、無気がねだって母が動物を買ってきたようである。世話を一切していないだけに留まらず、普段の鬱憤を晴らすかのごとく虐待を繰り返しており、ペットからは非常に嫌われているが自覚は皆無である。作中における最新のペットはタヌキであり、凄まじい虐待を行っている。その内容はぬいぐるみと見立てて服を着せてリボンをつけ、毛をズタズタに切りまくる。熱湯の入った洗面器に無理矢理入れる。散歩と称して縄をつけて車で引きずりまわすなどであり、残虐極まりない。「得意技南野小で一番は誰だ決定戦」ではペットの蛇を武器にしていたが、この蛇からも同様に嫌われており反抗されて締め上げられてしまった。しかし、前述のタヌキについては故郷の山へ帰された後「存在感が薄い」という無気の特性を活かした処置で種族ごと保護された。

### 南野小学校の人々
古都中 礼（）
6年2組担任。権力を持つ寧蔵には全く対処できない。
読み切り版における本丸たちの担任教師でもある。

早稲田（）
声 - 江川達也
6年3組担任。同僚の大綾に好意を持っている。放課後、本丸とタルが近くで立ち読みしていることに気付かずにエロ本を読んでおり、大綾が本丸たちを叱った際に自分が叱られたと勘違いして謝ったことがある。

座剣邪 寧蔵（）
声 - 鈴置洋孝、浦和めぐみ（幼少時）
寧代の双子の兄。6年2組。一人称は「ワシ」で、語尾に「ぞう」を付ける。好物は肉じゃが。「ざけんじゃねえぞう!」が口癖。
父親が通商産業省の高級官僚（テレビシリーズでは世界の政治・経済を陰で動かしている座剣邪コンツェルンの総帥）であるため、政財界にまで顔が利く絶大な権力を持っており、原子でさえ頭が上がらずにいる。中国拳法や気功術を体得しているため、体格は標準的な小学生だが、原子をも上回る圧倒的な格闘能力を持っており、気を操り様々な必殺技を使う。
幼い頃、大人たちに迫害された過去を持ち、それが原因で寧蔵は、力のみを信じる凶暴な人格の持ち主にして暴君となるが、暴君ながらも部下思いの一面もあり、寧代曰く「本当は寂しがりや」とのこと。
転校して来て以来、学校を権力と暴力で支配しようと行動し、所属する6年2組の生徒たちは寧蔵の力を笠に着て横暴な振る舞いを見せるようになった。寧代のいる隣の1組とは対立関係にあり、大綾の挑発に乗った他、タルの魔法もあって戦力は均衡で若干劣る。ついには、1組と2組の3対3の格闘試合を行うことになった。最終的には、将軍之介との特訓を重ねて鬼のような強さを得た本丸に敗北する。
本丸が死亡した後は、本丸を結果的に殺してしまったことを悔いながら山篭りの修行を続けていた。後に本丸が生き返って再会しにくるが、本丸が蘇ったことを知って罪の意識が吹き飛び再び本丸と戦うために学校に戻る。「学校一決定戦」では本丸を圧倒するが、追い詰められて覚醒した本丸の前に一切歯が立たずに敗れ去る。しかし完膚なきまでに敗れたことで人間らしさを取り戻した他、本丸の暴走を止めに入った伊代菜と寧代を庇って殴られる。
最終回ではアフリカに渡り、本丸たち全員が久々に集まったところで作品は完結した。
チンピラに絡まれた伊代菜や伊知川を助け、自宅まで送り届けるといった番格も持ち合わせている。
テレビシリーズでは、映像化された範囲の都合上再登場のエピソードまでは描かれず、本丸とは再会していない。また最終回にも登場しなかった。

風 熊五郎（）
声 - 土師孝也
寧蔵に呼ばれ、中国から6年2組に転入してきた拳法少年。原子をはるかに上回り天井に頭がつく程の巨体ではあるが、れっきとした小学生である。敵の攻撃をそのままの威力で跳ね返してしまう「因果倶時拳（いんがぐじけん）」の使い手。武闘会では原子と戦い因果倶時拳を駆使して苦しめるが、原子の奇策の前に敗れた。心優しいが、故に自分からは攻撃を仕掛けられない、悪口にめっぽう弱いなどの弱点も持っている。

明日香 龍（）
声 - 橋本晃一
風と一緒に中国修行に行っていたところを寧蔵に呼び戻され、6年2組に転入してきた少年。髪の毛を自在に操る「弩龍髪斬鞭（どりゅうはつざんべん）」の使い手。中々のイケメンであり伊知川は敵であるにも関わらず彼に「素敵〜!」などと言ってしまったことがある。原子を髪の毛一本で眉間を割って一撃で倒し病院送りにするが、タルの「たるるパンチ」により一撃で倒された。風と違って「学校一決定戦」では登場しなかった。

男闘呼 音奈（）
声 - 丸尾知子
6年3組。見た目は爽やかで、ボーイッシュである。その爽やかさと明るいスポーツマン的なところが同性に人気があり、早稲田曰く「本丸が好き」でライバル視している。転校生でもないにもかかわらず、本丸は音奈のことを対面するまで知らなかった。運動能力が高く、スポーツなどで正々堂々真剣勝負をした後はその人との握手を忘れないが、タルが魔法でドッジボールでズルをしたときは握手を跳ね除けた（他方で、テレビシリーズではドッジボールの試合開始時は魔法を使うタルに対して「魔法はたるるに備わった自分の力さ、ズルなんかじゃないよ」と、魔法を使うことをこの時点では許可している）。テレビシリーズでは、原子は女であることを知っていた。
終盤では登場せず、「学校一決定戦」にも参加している描写もなく卒業式の場面でも登場していない。

水賀 大好樹（）
6年4組18番。水泳部キャプテン。テレビシリーズには未登場。「得意技南野小で一番は誰だ決定戦」で、本丸が立ち向かった一回戦の相手。得意の水中戦で本丸を手こずらせるが、自分の得意分野に挑戦してきた本丸の心意気に打たれ、自ら負けを認めた。この物語の中では非常に数少ない潔い精神の持ち主でもある。

鉄道 好子（）
「得意技南野小で一番は誰だ決定戦」で両口屋と対戦した鉄道オタク。

### 南野町の人々
浪速 松五郎（）
声 - 青野武
通称「まっつぁん」。28歳、空手五段で独身。大阪で修行してきたタコ焼き職人で、超一流の腕前。本丸が小学6年生の時に大阪から上京してきた。タコ焼き職人になる以前は、鳶職をしていた。アニメの設定では、鳶職の他に看板屋などもしていた。大綾に一目惚れする。普段は職人魂が溢れており、職人としてのプライドが高いが、やる気がないときは根性の入っていない、とろとろのたこ焼きを作ってしまう。気前がよく、タルがねだると、無料でタコ焼を提供してくれることもあり、子供たちにはいつも優しく愛想が良い。アニメでは真夏の壮絶な暑さの中で熱された釜の中で熱さに耐える大会で優勝するなど忍耐強く、「浪速のド根性男」の異名を持つ。これについて松五郎本人は「どんなに暑かろうと売り物のタコ焼きには、汗一滴たりともこぼしてはアカン」と語っている。原作ではこの大会に参加していない。
アニメでは最終回にも登場し、本丸と障害物レースで競い合う（大綾のキスが目的）など、普段とは違いライバルキャラとして立ちはだかった。
金にがめつい兄がおり、売れ残りのタコ焼きをただであげたことがバレ、暴行を受けたことがある。また賭け麻雀に負けたが金を払えずに兄が10万円を立て替えたことがあり、後日、催促に来たこともある。タルるートは松五郎の焼くタコ焼きが大好物である。少し老朽化したアパートに一人暮らしをしている。

公園のたこ焼き屋さん
声 - 岸野幸正
正式な名前については言及されず、ヤクザ風の外見で公園でたこ焼き屋を営んでいる。テレビシリーズでは松五郎が登場する以前に頻繁に登場しており、松五郎の登場と入れ替わるように出番が皆無になった。同じく、テレビシリーズではタルるートに初めてたこ焼きを食べさせたのは彼であり、タルるートは彼のたこ焼きを食べたのがきっかけでたこ焼きが大好物になった他、タルるートがクリスマス会の交換プレゼントの品物としてたこ焼きを用意することを考え、彼に弟子入りしタルるートに熱心にたこ焼き作りの基本を教え込んだ。原作では、タルるートのたこ焼き修行に付き添ったのは松五郎である。

じいや
声 - 北川米彦
原子家に仕える執事の老人。原子を「ぼっちゃま」と呼んでおり、原子からは「爺」と呼ばれている。原子に対して非常に忠実で勝負事が行われる際には、学校や競技場まで律儀に出てきては原子をサポートし、原子を勝たせるために手段を選ばず、かなり汚いことを平気で次々に敢行する。原子と爺は魔法が発覚する以前から、何かと本丸に幸運をもたらすタルに不信感を抱いており、爺はタルを「不思議な幼児」と称している。原子を勝たせるうえで、その障壁となるのがタルだと見ており、タルを現場から除外させようとすることが多い。そのための手段としてタルの大好きなたこ焼を利用することが多い。具体的には「逃げ回るたこ焼き屋台」「逃げ回るたこ焼きマシーン」「たこ焼き食べ放題のお店」などが挙げられる。誘い文句は「今日はたこ焼の日なんだ、食べていかないかい?」。タルからは「たこ焼きのおじさん」と呼ばれており、爺に対して全く警戒心を持っていない。野球で原子と本丸が勝負した時にはたこ焼き食べ放題のお店でタルるートを釣ったが、材料が尽きるまで食べつくされた結果、2万3000個のたこ焼きを食い尽くされる。また、タルるートのみならず本丸の家族についても熟知しており、本丸の父である将軍之介がスケベであることを事前に調べ上げ、原子と本丸がボクシングの試合をしている真っ最中にピンク雑誌を渡し、将軍之介をピンク雑誌に釘付けにして試合からフェードアウトさせたことがある。

河合 伊奈（）
声 - 増山江威子
伊代菜の母。顔は伊代菜に似ている。小学生である娘の伊代菜に派手なスケートスーツや過激なヒモ水着の着用を強要する。口癖は「河合家の娘たるもの〜」。

座剣邪兄妹の母
声 - 川島千代子
多忙な夫の分まで2人の子を育てる明るくて優しい女性だったが、座剣邪兄妹が6歳のときに亡くなっている。事情を知ったタルが出した「霊界テレビ電話・もしもしいた子ちゃん」を介して、子供たちと再会した。

座剣邪兄妹の父
声 - 真地勇志
劇中では後ろ姿のみの登場。
通産省の高級官僚（テレビシリーズでは世界の政治・経済を陰で動かしている座剣邪コンツェルンの総帥）であるが、多忙ゆえに家に中々帰れずにいる。それでも家族への愛情はあるが寧蔵からは嫌われており、母親の死後、より嫌われるようになった。

### 名古屋の人々
いずれもテレビシリーズには未登場。

#### 岸家
麺太郎（）
名古屋に住んでいる小学3年生。本丸が修行のため、タルと離れている間、秘密基地にしている廃屋にあった魔法の本でタルを呼び出す。
いたずら好きであり、そのためならどんな努力も厭わない。そんな性格なので友人は皆無であるが、自身は特に気にしていない様子。集英塾に通い、ソフトボールチームにも所属。
タルに自分を親分と呼ばせ、子分扱いするものの常に翻弄されてもいる。家族旅行先の東京で騒動を起こした際に本丸や原子たちと出会って因縁が出来るが、タルを本丸の元へ帰す気遣いを見せた。
後にタルの魔法を使って父親やクラスメイトたちへ復讐するために家出してきて、南野町にまで自力で訪れ、タルを連れて名古屋に戻ろうとするが本丸によって阻止される。本丸とは逆にタルと関わってからは完全に魔法に頼りっぱなしで、自身を変えようとする向上心は欠片も見られず、本丸からは「麺太郎と関わることでタルが悪になってしまうのでは?」ないかと危惧されたほど。
タルの魔法を悪用して祭り会場を乗っ取り、「岸麺太郎祭り」を開催している。
最終回のラストでは、タルを再度召喚した様子だが、以前と異なり、タルの手で強引に特訓させられているため、勘弁してくれと発言していた。
前述の通りテレビシリーズには未登場だが、コンプリートDVDVol.2のジャケットには描かれている。

麺太（）
父親で、きしめん屋を営む。ヒゲが濃い厳つい大男。
麺太郎が恐れる唯一の頭が上がらない人物だが、息子が家出した時は一番心配していた。
麺代（）
母親。夫と共にきしめん屋を営む。
麺子（）
姉。高校1年生。外見は母親似の美少女。
いつも弟・麺太郞のイタズラや悪知恵に頭を抱えているが、その度に拳骨などで壮絶な仕置きをする。麺太郞とは正反対で基本的には良識的である反面、言葉遣いや女らしさなどの品位に欠けており、弟同様に過激でイタズラ好きな一面もある。

#### その他
野口（）
麺太郎の同級生。
頭が良く運動神経もいい優等生。「〜ざます」口調のステレオタイプの教育ママ風の母親がいる。学校での評判は良いが、決して他人思いな人間とは言えず自己中心的で傲慢な面も持っている。
自身と対照的にトラブルばかりを起こす麺太郎の存在を内心では目障りに思っており、優等生で人気があるのを良いことに担任や母親に告げ口をしたり、周囲を扇動して麺太郎を常に仲間外れにしようとしている節がある。そのため、麺太郎との関係は険悪で半ば自業自得という形でイタズラや悪知恵の標的になっている。それが原因で、逆に自身が仲間に見捨てられたこともある。

### 蛮野中学校の人々
いずれもテレビシリーズには未登場。
早坂 翔子（）
中学生編に登場。中学3年生。姉御肌で面倒見のいい性格の美少女。先生によると、成績優秀だが素行に問題があるらしい。知り合った日に鬼藤に叱られて突き飛ばした後に鬼頭に甘える本丸を見て、「面白い子」と好意を持ち、ディープ・キスをするなどかなり積極的。伊知川に「本丸は年上の女に恋した。早坂先輩は本丸をどう思ってるの?」と聞かれて「大好き」と即答し、伊知川とじゃば夫の3人で江戸城家に訪問している。本丸とはお互い惹かれあいかけていたようだが、前述の通り4話で打ち切られたため、その後2人の仲がどうなったかは不明である。
大熊（）
座っている状態でも教室の天井につかえてしまいそうな大男の番長。早坂に気があるようで、本丸たちが早坂と仲良くなったために暴力を加え、それが不良グループのいじめを本格的にすることになった。
鬼頭（）
教師。校則に厳しくすぐ手が出るタイプで、本丸の青い髪を見て染めていると思い込み指導しようとしたが、本丸にあっさりと突き飛ばされ甘えられる。大石が「本丸は外人の血が混ざっているから生まれつき青髪」と説明しているにも関わらず、「紛らわしいから黒染しろ!」と言う。
大石（）
本丸たちの担任教師。温厚な性格で、頭髪の色が原因で本丸が鬼頭に叱られていた時もすぐに戻るように指示し、鬼頭に弁解した。

### どべるくのぼうけん
将軍之介が描いた絵本。本丸が本の主人公であるドベルクを馬鹿にしたため、将軍之介に凄まれたこととりあに煽られたため本中入文学博士棒で絵本の中に入って冒険することになる。
江川によれば、「変に『ドラゴンボール』を意識したが、まるでウケなかった」という。
ドベルク
声 - 難波圭一
絵本の中の主人公。臆病な性格で、本丸からバカにされていたが、パチュラスとの戦いでは未熟ながらも聖剣を取り、エランドやどわっは大王との戦いではタルにアドバイスを送り、最終的に本丸からは「けっこーゆうかんだった」と評される。

ナヨイ
声 - 冬馬由美
名前はアニメより。ペラロンカ村に住む伊代菜に瓜二つの少女（アニメでは「優しいところもそっくり」と評している）。本丸たちにラキュル伯しゃくの情報を伝える。

エランド
声 - 川津泰彦
どわっは大王の四天王の一人。クラゲのような体に巨大な一つ目を持つ。目から発射する笑いが止まらなくなるワハハ光線が武器。絵本の世界に落ちた本丸たちと遭遇。タルのみちしるべえでワハハ光線を返され敗北する。

ラキュル伯しゃく
声 - 銀河万丈
どわっは大王の参謀。108匹の吸血コーモを部下にする。

闘将パチュラス
声 - 緑川光
右手の中心に顔が付いた怪物。目が弱点。

光の女神
声 - 天野由梨
光を与えてくれる女神。どわっは大王にさらわれ肩の石像に閉じ込められていたが、タルの引力んで助けられた。

どわっは大王
声 - 塩屋浩三
光の女神をさらい、世界を闇にした張本人。「どわっはっはっは」という笑い声が特徴。本中入文学博士棒を奪い本丸たちの世界を目論む。巨体を誇るがその正体はロボットであり、タルに体内に侵入された際に、小柄な体格がばれてあっさり降参した。

### りあ・キナカーモ至上の愛の物語
りあの昔を描いた外伝作品。アニメでは将軍之介の描いた絵本として再現された。ナレーションは堀秀行。
江川によれば、「「鶴女房」的日本の御伽噺展開」。
吾助どん
声 - 高山みなみ
外伝における主人公の1人。
鈍いところが玉に瑕だが、それ以外は働き者で正直者で心優しい男性。
庄屋の燃え盛る蔵から持ち帰った魔法の本を使ってりあを召喚。「嫁さんが欲しい」と願い、矢あほれたくんを渡されるが、誤ってりあに当ててしまったことからりあが嫁になる。
りあのおかげで新たな庄屋になったのも束の間、りあの魔法が切れたためにりあと別れることになった。その後、人情深い器量良しの娘と結婚。名庄屋にもなり、老いた後も妻と共に畑を耕しながら平穏な日々を過ごした。
じゃばどん
声 - 塩屋翼
吾助の友達。
じゃば夫の先祖であり、容姿はじゃば夫と瓜二つだがじゃば夫と違い、温厚な人物。吾助よりも先に嫁をもらった。
アニメでは伊知川や両口屋、原子に似た村人も登場している。

庄屋
声 - 松尾銀三
吾助たちの村の庄屋。浪速兄弟の先祖であり、兄のほうに似ている。
蔵が火事になった際、吾助に家宝の掛け軸を取りに行かせる（本人曰く「吾助は鈍いから火の中でも大丈夫なはず」）が、家宝が掛け軸であることを教え忘れたため、蚊と本（実は魔法の本）を持ってきてしまい落胆。村人たちに倍の年貢を命じた。
吾助がりあを嫁にもらったことを知ると家宝の件を持ち出して「三十倍の年貢=米俵百八十俵を明日まで用意しなければ、りあは貰う」と無茶難題を命じ、「もしも持ってこれたら、新しい庄屋にする」と約束するが、りあの魔法で解決してしまったため、庄屋の座と屋敷を失うことになる。

## タルるートの魔法アイテム
アイテムを発動させる魔法のキーワードは、自分の名前であることが多い（タルるートの場合は「たるる〜」など）。アイテムの効果が持続する時間は魔法のキーワードを言う、言わないにかかわらずそのアイテムの持ち主と同じ（タルるートは10分間）。
見Hん（）
タルるートが帽子にいつもつけているゴーグル。「みるみるー」という呪文で壁や服を透視することが出来る。また「まじまじー」という呪文で透視効果を止めることができる。
ソードペンまじっくん
物体に顔の絵を描いて魔法を唱えるとその物体に生命が宿る。りあの場合、口紅をインクがわりにして指先で使うことでも発効可能。また、おなかに時計を書いて魔法を唱えると自分の回りの時間を止めることができる。その他にも色々な機能が付いている。
わらわら君
わら人形の顔の部分に相手の顔写真を貼るとその人の体を自由に操ることが出来る。
わらわらら
わらわら君の類似品。顔写真を貼らなくても、対象を指差すだけで操ることが出来る。
きくんだぁ
頭にあてると人の思っていることが声になって出てくる。
パワーアップルジュース
飲むと力がつき、傷ついていた場合は一瞬で回復する。動物に飲ませると巨大化してしゃべれるようになり、性格が凶暴化することもある。りあのアイテムは「パワーアップルティー」。
もりもりきんにくん
空気バルブのような形の道具。これを人体にくっつけて息を吹き込むとその人の身体が筋肉もりもりになる。りあの場合「もりもりきんにく〜ん」と呪文を唱えるだけで発効可能。類似アイテムに太らせる「ぷくぷくぜいにくん」や小さくなる「へろへろひんじゃくん」がある。
韋駄天足ん（いだてんそくん）
ちょっと窮屈な靴。これを履くとものすごいスピードで走れるが、ずっと履いていると足が小さくなってしまう。
こちょこ蝶
体をくすぐる蝶。
実話っか（）
一見すると何の変哲も無い首輪だが、これを着けて喋ると、喋ったことが実際に起きる。しかし、ことわざや慣用句、絵描き歌などの意味までは反映できない。また、このアイテムの効果で得た物などは、効果時間が切れたり壊れるなどして無くなってしまう、常識から外れたことをした結果も、目撃者の記憶から無くなるなど、全てが思い通りになるわけではない。何度か失敗を繰り返し「伊代菜ちゃんがキス・接吻をする」「伊代菜ちゃんのパンティが見られる」などエロいことに使ったりしたが、その後は皆を褒めて幸せな気持ちにさせている。
ホルモンガー
飲むと性別が変わってしまうジュース。本丸はこのアイテムで「江本丸恵」という人物となる。混浴の温泉に行った時はミモラが伊代奈や伊知川と一緒に飲んだ。
矢あほれたくん
自分が惚れさせたい人物の胸に矢を命中させると相手は矢を放った人を大好きになってしまう。擬似アイテムに「矢あすなおくん」がある。
昇天ジャンプー
空を飛ぶことができるシャンプー。強力な魔法アイテムであり、氷霊山の魔力に打ち勝つほど。
引力ん（）
「引」とかかれた青いボール状の道具。手に持ち引き付けたいものの名前を叫ぶと欲しいものがくっつく。魔法を唱えると効果が逆転し、「斥力ん」（せきりょくん）という、ものを引き離す赤いボールになる。
うん逆ん
ソフトクリーム型のうんちの形をした帽子。かぶって悪い行いをするといい出来事が返ってきて、逆にいい行いをすると悪い出来事が返ってくる。また、下記の大運凶の上に被せて運を逆向きにする効果もある。つけることで幸運、不運を直接呼び込むタイプの物もある。このアイテムを利用して原作・アニメ共に伊代菜にスカート捲りをするが、うん逆んの効果で無くしたブローチが見つかって喜ばれた原作とは逆に、アニメでは時間切れで効果が切れていたため平手打ちされてしまう。
大運凶（）
ソフトクリーム型のうんちの形をした縞模様の帽子。これをつけると不幸が次々と降りかかる上、被ると外せない。
薀蓄ん（）
とても物知りなしゃべるうんち。
善悪ん（）
相手の心の善い部分・悪い部分が見え、それに応じた批評ができる眼鏡。しかめっ面の目を表にすると悪い部分が見え、笑顔の目を表にすると善い部分が見える。
みのがしてクレヨンとおねがきちょう
みのがしてクレヨンでおねがきちょうに人の顔を描くと、その人は責められていることから見逃してもらえる。
倍々増殖ん（ばいばいぞうしょくん）
物がたくさん増えるスプレー。食べ物を増やした場合、食後に効果が切れると腹中で元の量に戻る。
四小翔人（しごとびと）
やらねばならぬ仕事を寝ているうちにやってくれる4人の小さな仕事人。仕事が終わるまでその人を無理矢理眠らせる。
もとどおりくん
檻の中に、壊れたものを入れるとすぐに元に戻る。
のビール
飲むと体が自由に伸縮できる。ビールなので飲むと酔ってしまう。
出歯ガメラスクープン
声 - 小林通孝
そのカメラを持つと面白スクープやニュースが撮れる。
くロールケーキ
声 - 緑川光
見た目はロールケーキだが、食べると勝手に体が動きクロールがうまくなる。意思を持っており、食べた相手を制御することもできる。泳ぐことができない本丸にクロールの特訓を施した。筋肉に大きな負担がかかるため、使用後は筋肉痛となる。
テレポテト
食べると「わー」と言って「プッ」という放屁の後にテレポーテーション（瞬間移動）が出来るようになる。類似アイテムに「パワーポテト」もあり、こちらは爆発的な放屁を放つためのアイテム。
どこでもてれびどーしてるん
自分の見たい所をいつでも見ることができるテレビ。
励まし侍無茶波芸魔介（）
声 - 緑川光
侍の人形のような姿をしたアイテム。彼に励まされるとどんなに落ち込んでも元気になる。ただし、副作用があり、励まされると頭が禿げてしまう。
にるる
変身する小動物。詳細は魔法使いの項を参照。
あたまたーぼくん
頭につけると頭部が高速回転した後に全ての専門学の知識を習得できる。しかし、知識を使いすぎると頭が爆発して馬鹿になってしまう。

## アニメ
本作品のテレビアニメ（以下、テレビシリーズ）は、1990年9月2日から1992年5月10日まで朝日放送を制作局としてテレビ朝日系列で毎週日曜 8:30 - 9:00（JST）に全87話が放送された。また、テレビシリーズの放送期間中には後述の映画版も3作品公開された。テレビ朝日系列の日曜8時台後半で放送されたテレビアニメとしては、2022年現在でも最多話数・最長放送期間を記録すると共に、『週刊少年ジャンプ』連載作品を原作とした唯一のアニメでもある。
テレビシリーズで映像化されたのは、原作の連載版第1話から第18巻の途中までの範囲であるが、読み切り版や名古屋篇などは丸々カットされている。そのため、本丸が山籠もりを開始した次の回には武闘会が始まっているなど、原作と比べてかなり早く話が進んだ。最終回はアニメオリジナルの話で締め括られた。
プロデューサーの関弘美によると、テレビシリーズはフィリピンに下請けに出している回が少なくなかった影響で、納品の遅延や現地の情勢により飛行場が閉鎖されるなどのアクシデントが多発したため、スケジュールは常に逼迫した状況だったという。TV局と相談の上、フィリピンで制作がストップしている話を飛ばすなどして、話数の入れ替えが度々行われるなどの対応に追われたという。
ストーリーは基本的に原作のそれに準じているが、前述した事情から原作とは話の順番が異なっていたり、本来繋がりのない2回分の話を融合させたり、原作とは結末が若干異なる場合も度々あった。また、登場人物のうち岸一家や無気一家は登場しないため、彼らにまつわる話は全てカットされている他、それ以外のレギュラー格のキャラクターについても、原作では登場しない話に出てきたり、逆に登場する話で出てこないといったケースもある。原作でのタルるートが女性キャラの胸を吸う描写は、アニメでは大綾（一部描写が異なる）とタルるートのママのみ再現された。
この他の変更点として、原作では電力会社の社長の息子という設定だった原子が、アニメでは政界の黒幕の息子という設定に変わっており、必殺技も「原子力発電パンチ」から「ローリングサンダーパンチスペシャル」に変更されている。他方で、作中で述べた肩書きのひとつ「アトミックマンコンテスト優勝」はそのままテレビシリーズでも使用された。ほかにも寧蔵も父親の地位が世界的大企業の社長になっているなど、キャラの一部設定が原作と異なる。
EDのスタッフクレジットは、1991年5月26日放送分（第38話）までは東映動画伝統の手書きテロップが、翌6月2日放送分（第39話）からはオープニング・劇場版と同様の丸ゴシック体フォントがそれぞれ使用された。
次回予告は基本的にタルと本丸の掛け合いであるが、第74話の予告のみ2人の掛け合いがなく、タルの代わりにりあが予告に加わり本丸はナレーションを務めた。
後述の通り、『ドラえもん』のアンチテーゼとして作られた本作品であるが、テレビシリーズの放送系列が同作品のアニメ版と同じテレビ朝日系列ということもあり、同局の特別番組『春一番!日本一のアニメ祭り』にて、タルるートがドラえもんと野比のび太（初回の1991年のみドラミとも）と共演している。また、奇しくもテレビシリーズが放送されていた放送枠は、かつて同作品が放送されていた時間帯であった。

### スタッフ
- 原作 - 江川達也[4]（集英社「週刊少年ジャンプ」連載）
- シリーズ構成 - 菅良幸[4]
- 音楽 - 横山菁児[4]
- キャラクターデザイン - 大倉雅彦[4]
- 美術デザイン - 浦田又治
- 製作担当 - 横井三郎、藤本芳弘
- 編集 - 片桐公一
- プロデューサー - 平尾知也、佐川祐子、籏野義文、関弘美
- シリーズディレクター - 山内重保[4]
- アニメーション制作 - 東映動画[4]
- 制作：朝日放送、ASATSU、東映

### 音楽

#### 主題歌
編曲はすべて山本健司。
- 「オレ タルるート」

TARAKOによるオープニングテーマ。作詞は原作者である江川達也および佐藤大、作曲はタケカワユキヒデ。
- 「キミと世界征服!?」

秋山みどりによる初代エンディングテーマ。第1話から第53話まで使用。作詞は佐藤大、作曲は清岡千穂。
山内重保によれば、「伊代菜の内面をうたったもの」であるとのこと。
- 「タルル・カタブラルル」

TARAKOによる2代目エンディングテーマ。第54話から第87話まで使用。TARAKOは作詞と作曲も手掛けた。

#### 挿入歌・キャラクターソング
- 「アトミックヒーロー」（作詞:菅良幸 作曲・編曲：藤原いくろう 歌：堀川亮）
- 「いっしょういっしょっしょ」（作詞・作曲・歌：TARAKO 編曲：横山菁児）
- 「オレ達ト・モ・ダ・チ」（作詞・作曲・歌：高山みなみ 編曲:藤原いくろう）
- 「ぐうぐうGood」（作詞・作曲：高山みなみ 編曲：藤原いくろう 歌：TARAKO、高山みなみ）
- 「?クエスチョン?」（作詞・作曲：TARAKO 編曲：藤原いくろう 歌：高山みなみ、冬馬由美）
- 「Sweet Magic」（作詞：森由里子 作曲：清岡千穂 編曲：山本健司）
- 「タイムリミット」（作詞：佐藤大 作曲：藤原いくろう 編曲：山本健司 歌：山本百合子）
- 「タコヤキ"でゅわっ"のクリスマス」（作詞：松井亜弥 作曲・編曲：横山菁児 歌：TARAKO）
- 「タルルの子守唄」（作曲：横山菁児 編曲：青木望 歌：（スキャット：川島上叢子））
- 「裸の心」（作詞・作曲・歌：堀江美都子 編曲：藤原いくろう）
- 「ピクニック・アドベンチャー」（作詞：松井亜弥 作曲：林哲司 編曲：山本健司 歌：高山みなみ、冬馬由美、塩屋翼、杉山佳寿子、浦和めぐみ）
- 「本丸・アンチバレンタイン宣言!!」（作詞：松井亜弥 作曲：林哲司 編曲：山本健司 歌：高山みなみ）
- 「本丸大スキラキラ」（作詞・作曲・歌：TARAKO 編曲：青木望）
- 「まじかる☆タルるート音頭」（作詞：そのべかずのり 作曲：池毅 編曲：牧野三朗 歌：TARAKO（コーラス：SHINES））
- 「また明日」（作詞：佐藤大 作曲：岸正之 編曲：山本健司 歌：冬馬由美）
- 「ムーンライティング」（作詞：松井亜弥 作曲・編曲：横山菁児 歌：冬馬由美）
- 「RUI・ルイ・累」（作詞：KAKO 作曲・編曲：藤原いくろう 歌：杉山佳寿子）
- 「ロンリー・ストレイキャット」（作詞：松井亜弥 作曲：割田康彦 編曲：山本健司 歌：堀江美都子）
- 「ワクワク・サーフィンビーチ」（作詞：隅沢克之 作曲：林哲司 編曲：山本健司 歌：高山みなみ、冬馬由美、堀川亮、杉山佳寿子、塩屋翼）

### ネット局
系列は放送当時のそれに準ずる。
| 放送対象地域   | 放送局             | 放送期間                      | 放送日時           | 系列                                         | ネット状況 | 脚注               |
| -------------- | ------------------ | ----------------------------- | ------------------ | -------------------------------------------- | ---------- | ------------------ |
| 近畿広域圏     | 朝日放送           | 1990年9月2日 - 1992年5月10日  | 日曜 8:30 - 9:00   | テレビ朝日系列                               | 制作局     | 現：朝日放送テレビ |
| 北海道         | 北海道テレビ       | 1990年9月2日 - 1992年5月10日  | 日曜 8:30 - 9:00   | テレビ朝日系列                               | 同時ネット |                    |
| 宮城県         | 東日本放送         | 1990年9月2日 - 1992年5月10日  | 日曜 8:30 - 9:00   | テレビ朝日系列                               | 同時ネット |                    |
| 福島県         | 福島放送           | 1990年9月2日 - 1992年5月10日  | 日曜 8:30 - 9:00   | テレビ朝日系列                               | 同時ネット |                    |
| 関東広域圏     | テレビ朝日         | 1990年9月2日 - 1992年5月10日  | 日曜 8:30 - 9:00   | テレビ朝日系列                               | 同時ネット |                    |
| 新潟県         | 新潟テレビ21       | 1990年9月2日 - 1992年5月10日  | 日曜 8:30 - 9:00   | テレビ朝日系列                               | 同時ネット |                    |
| 静岡県         | 静岡けんみんテレビ | 1990年9月2日 - 1992年5月10日  | 日曜 8:30 - 9:00   | テレビ朝日系列                               | 同時ネット | 現：静岡朝日テレビ |
| 中京広域圏     | 名古屋テレビ       | 1990年9月2日 - 1992年5月10日  | 日曜 8:30 - 9:00   | テレビ朝日系列                               | 同時ネット |                    |
| 広島県         | 広島ホームテレビ   | 1990年9月2日 - 1992年5月10日  | 日曜 8:30 - 9:00   | テレビ朝日系列                               | 同時ネット |                    |
| 香川県・岡山県 | 瀬戸内海放送       | 1990年9月2日 - 1992年5月10日  | 日曜 8:30 - 9:00   | テレビ朝日系列                               | 同時ネット |                    |
| 福岡県         | 九州朝日放送       | 1990年9月2日 - 1992年5月10日  | 日曜 8:30 - 9:00   | テレビ朝日系列                               | 同時ネット |                    |
| 長崎県         | 長崎文化放送       | 1990年9月2日 - 1992年5月10日  | 日曜 8:30 - 9:00   | テレビ朝日系列                               | 同時ネット |                    |
| 熊本県         | 熊本朝日放送       | 1990年9月2日 - 1992年5月10日  | 日曜 8:30 - 9:00   | テレビ朝日系列                               | 同時ネット |                    |
| 鹿児島県       | 鹿児島放送         | 1990年9月2日 - 1992年5月10日  | 日曜 8:30 - 9:00   | テレビ朝日系列                               | 同時ネット |                    |
| 長野県         | テレビ信州         | 1990年9月2日 - 1991年3月31日  | 日曜 8:30 - 9:00   | テレビ朝日系列 日本テレビ系列                | 同時ネット |                    |
| 長野県         | 長野朝日放送       | 1991年4月7日 - 1992年5月10日  | 日曜 8:30 - 9:00   | テレビ朝日系列                               | 同時ネット |                    |
| 青森県         | 青森放送           | - 1991年9月                   |                    | 日本テレビ系列 テレビ朝日系列                | 遅れネット |                    |
| 青森県         | 青森朝日放送       | 1991年10月6日 - 1992年5月10日 | 日曜 8:30 - 9:00   | テレビ朝日系列                               | 同時ネット |                    |
| 岩手県         | テレビ岩手         |                               | 水曜 16:00 - 16:30 | 日本テレビ系列                               | 遅れネット |                    |
| 秋田県         | 秋田テレビ         |                               | 木曜 17:30 - 18:00 | フジテレビ系列                               | 遅れネット |                    |
| 山形県         | 山形テレビ         |                               | 月曜 16:30 - 17:00 | フジテレビ系列                               | 遅れネット |                    |
| 山梨県         | テレビ山梨         |                               | 金曜 15:55 - 16:25 | TBS系列                                      | 遅れネット |                    |
| 富山県         | 北日本放送         | 1991年4月2日 - 1993年1月12日  | 火曜 17:00 - 17:30 | 日本テレビ系列                               | 遅れネット | [ 注 16 ]          |
| 石川県         | 北陸朝日放送       | 1991年9月29日 - 1992年5月10日 | 日曜 8:30 - 9:00   | テレビ朝日系列                               | 同時ネット | [ 注 17 ]          |
| 福井県         | 福井放送           | 1991年2月12日 - 1993年1月12日 | 火曜 17:00 - 17:30 | 日本テレビ系列 テレビ朝日系列                | 遅れネット |                    |
| 鳥取県・島根県 | 山陰放送           |                               | 木曜 17:30 - 18:00 | TBS系列                                      | 遅れネット |                    |
| 山口県         | 山口放送           |                               | 日曜 9:30 - 10:00  | 日本テレビ系列 テレビ朝日系列                | 遅れネット |                    |
| 徳島県         | 四国放送           |                               | 金曜 17:00 - 17:30 | 日本テレビ系列                               | 遅れネット |                    |
| 愛媛県         | 南海放送           |                               |                    | 日本テレビ系列                               | 遅れネット |                    |
| 高知県         | 高知放送           |                               | 火曜 11:00 - 11:30 | 日本テレビ系列                               | 遅れネット |                    |
| 大分県         | テレビ大分         | - 1993年2月12日               | 金曜 16:00 - 16:30 | 日本テレビ系列 フジテレビ系列 テレビ朝日系列 | 遅れネット |                    |
| 宮崎県         | テレビ宮崎         |                               | 金曜 16:30 - 17:00 | フジテレビ系列 日本テレビ系列 テレビ朝日系列 | 遅れネット |                    |
| 沖縄県         | 琉球放送           | - 1993年10月20日              | 水曜 16:30 - 17:00 | TBS系列                                      | 遅れネット |                    |

### 各話リスト
| 話数 | サブタイトル       | 脚本     | 演出 （絵コンテ）     | 作画監督   | 美術       | 放送日        |
| ---- | ------------------ | -------- | --------------------- | ---------- | ---------- | ------------- |
| 1    | オレ、大魔法使い   | 菅良幸   | 山内重保              | 大倉雅彦   | 浦田又治   | 1990年 9月2日 |
| 2    | 伊代菜にドッキン   | 菅良幸   | 貝澤幸男              | 伊藤郁子   | 襟立智子   | 9月9日        |
| 3    | あぶない転校生     | 菅良幸   | 遠藤勇二              | 碇矢超七   | 行信三     | 9月16日       |
| 4    | ママ、大好き!      | 菅良幸   | 岡佳広                | 河野宏之   | 井出智子   | 9月23日       |
| 5    | 魔法でテスト対策   | 菅良幸   | 矢部秋則              | 高橋英吉   | 吉池隆司   | 9月30日       |
| 6    | 宝もの大作戦!!     | 菅良幸   | 角銅博之              | 青山充     | 川崎美千代 | 10月7日       |
| 7    | 私はイジガワルイ   | 菅良幸   | 山内重保              | 原田節子   | 襟立智子   | 10月14日      |
| 8    | 魔球で野球だ!!     | 金巻兼一 | 貝澤幸男              | 伊藤郁子   | 浦田又治   | 10月21日      |
| 9    | 友情のタコ焼き!    | 菅良幸   | 遠藤勇二              | 河野宏之   | 井出智子   | 10月28日      |
| 10   | うん逆んにご用心   | 菅良幸   | 岡佳広                | 江口寿志   | 川崎美千代 | 11月11日      |
| 11   | 必勝ボクシング     | 菅良幸   | 矢部秋則              | 大倉雅彦   | 吉池隆司   | 11月18日      |
| 12   | 本丸KOパンチ       | 菅良幸   | 角銅博之              | 高橋英吉   | 襟立智子   | 11月25日      |
| 13   | 仁義なきお誕生会   | 菅良幸   | 山内重保              | 原田節子   | 井出智子   | 12月2日       |
| 14   | りあ姉ちゃん登場   | 菅良幸   | 遠藤勇二              | 熊谷哲矢   | 川崎美千代 | 12月9日       |
| 15   | 本丸家のカゼ騒動   | 菅良幸   | 岡佳広                | 河野宏之   | 襟立智子   | 12月16日      |
| 16   | タコ焼きクリスマス | 松井亜弥 | 矢部秋則              | 江口寿志   | 千田国広   | 12月23日      |
| 17   | 魔法の国のお友達   | 菅良幸   | 角銅博之              | 大倉雅彦   | 井出智子   | 12月30日      |
| 18   | ライバーの大逆襲   | 菅良幸   | 岩井隆央 （山内重保） | アベ正己   | 吉池隆司   | 1991年 1月6日 |
| 19   | パパにおしおき!    | 金巻兼一 | 貝澤幸男              | アベ正己   | 浦田又治   | 1月13日       |
| 20   | 白銀のスキー丸!    | 松井亜弥 | 貝澤幸男              | 原田節子   | 川崎美千代 | 1月20日       |
| 21   | 温泉気分で恋占い   | 松井亜弥 | 角銅博之              | 熊谷哲矢   | 千田国広   | 1月27日       |
| 22   | げきれつ号大暴れ   | 菅良幸   | 矢部秋則              | 河野宏之   | 襟立智子   | 2月3日        |
| 23   | バレンタイン宣言   | 松井亜弥 | 角銅博之              | アベ正己   | 井出智子   | 2月10日       |
| 24   | 恐怖のじいちゃん   | 菅良幸   | 岡佳広                | 原田節子   | 千田国広   | 2月17日       |
| 25   | アブナイ雪合戦!?   | 隅沢克之 | 貝澤幸男              | 河野宏之   | 川崎美千代 | 2月24日       |
| 26   | どすこい本丸!      | 菅良幸   | 矢部秋則              | 熊谷哲矢   | 襟立智子   | 3月3日        |
| 27   | 本丸、土俵入り!    | 菅良幸   | 菊池一仁              | 近永健一   | 浦田又治   | 3月10日       |
| 28   | 大阪から来た凄い奴 | 隅沢克之 | 角銅博之              | アベ正己   | 井出智子   | 3月17日       |
| 29   | 伊代菜の熱き闘い   | 隅沢克之 | 矢部秋則              | 江口寿志   | 川崎美千代 | 3月24日       |
| 30   | ミモラの大破壊!    | 菅良幸   | 岡佳広                | 原田節子   | 浦田又治   | 3月31日       |
| 31   | 春だから恋の応援   | 松井亜弥 | 貝澤幸男              | 河野宏之   | 襟立智子   | 4月7日        |
| 32   | 飛び出せ!大怪獣    | 隅沢克之 | 角銅博之              | 熊谷哲矢   | 塚越幸江   | 4月14日       |
| 33   | 絵本の中で大冒険   | 松井亜弥 | 菊池一仁              | 近永健一   | 井出智子   | 4月21日       |
| 34   | 倒せ!どわっは大王  | 松井亜弥 | 矢部秋則              | 一志勝利   | 吉池隆司   | 4月28日       |
| 35   | たこや菌で世界征服 | 隅沢克之 | 岡佳広                | 河野宏之   | 川崎美千代 | 5月5日        |
| 36   | 俺は男だ伊知川累   | 菅良幸   | 貝澤幸男              | 玉川達文   | 塩崎広光   | 5月12日       |
| 37   | 真昼のドッジボール | 隅沢克之 | 岩井隆央 （角銅博之） | 内山正幸   | 襟立智子   | 5月19日       |
| 38   | 本丸最凶最悪の日   | 隅沢克之 | 矢部秋則              | 近永健一   | 浦田又治   | 5月26日       |
| 39   | いい本丸悪い本丸   | 隅沢克之 | 岡佳広                | 一志勝利   | 井出智子   | 6月2日        |
| 40   | ざけんじゃねえよ   | 松井亜弥 | 志水淳児              | 河野宏之   | 吉池隆司   | 6月9日        |
| 41   | 素直じゃねえよ!    | 松井亜弥 | 貝澤幸男              | 玉川達文   | 川崎美千代 | 6月16日       |
| 42   | 口は災いのもと?    | 菅良幸   | 矢部秋則              | 内山正幸   | 塚越幸江   | 6月23日       |
| 43   | 夏だ!プール開き    | 隅沢克之 | 菊池一仁              | 近永健一   | 襟立智子   | 6月30日       |
| 44   | かみなり様にお願い | 松井亜弥 | 岡佳広                | 一志勝利   | 浦田又治   | 7月7日        |
| 45   | 新ライバル登場!    | 菅良幸   | 貝澤幸男              | 河野宏之   | 井出智子   | 7月14日       |
| 46   | 必勝プール対決!    | 菅良幸   | 志水淳児              | 玉川達文   | 吉池隆司   | 7月21日       |
| 47   | イタズラ臨海学校   | 隅沢克之 | 矢部秋則              | アベ正己   | 川崎美千代 | 7月28日       |
| 48   | ヘトヘト肝だめし   | 隅沢克之 | 菊池一仁              | 近永健一   | 塚越幸江   | 8月4日        |
| 49   | かっぱっぱ川上り   | 松井亜弥 | 岡佳広                | 一志勝利   | 襟立智子   | 8月11日       |
| 50   | ど根性がまん大会   | 菅良幸   | 貝澤幸男              | 熊谷哲矢   | 浦田又治   | 8月18日       |
| 51   | 魔法で宿題するる?  | 菅良幸   | 矢部秋則              | 河野宏之   | 井出智子   | 8月25日       |
| 52   | サッカーで勝負!    | 隅沢克之 | 志水淳児              | 内山正幸   | 塚越幸江   | 9月1日        |
| 53   | 一人ぼっちの誕生日 | 松井亜弥 | 菊池一仁              | 江口寿志   | 川崎美千代 | 9月8日        |
| 54   | やまびこ・友だち   | 隅沢克之 | 岡佳広                | 伊藤郁子   | 塚越幸江   | 9月15日       |
| 55   | 秋の日のデート♥    | 松井亜弥 | 貝澤幸男              | 一志勝利   | 井出智子   | 9月22日       |
| 56   | 本丸、涙の決心!    | 菅良幸   | 矢部秋則              | 熊谷哲矢   | 吉池隆司   | 9月29日       |
| 57   | 激突!武闘会!!      | 菅良幸   | 菊池一仁              | 河野宏之   | 川崎美千代 | 10月6日       |
| 58   | 立ちあがれ!本丸    | 菅良幸   | 志水淳児              | 内山正幸   | 塚越幸江   | 10月13日      |
| 59   | 本丸最後の闘い!    | 菅良幸   | 角銅博之              | 小山善孝   | 井出智子   | 10月20日      |
| 60   | まじかるワールド   | 松井亜弥 | 岡佳広                | 江口寿志   | 吉池隆司   | 10月27日      |
| 61   | 生き返り大作戦     | 菅良幸   | 貝澤幸男              | 一志勝利   | 川崎美千代 | 11月10日      |
| 62   | さようなら、本丸   | 松井亜弥 | 矢部秋則              | 熊谷哲矢   | 浦田又治   | 11月17日      |
| 63   | 魔法使いで超満員   | 菅良幸   | 菊池一仁              | 内山正幸   | 塚越幸江   | 11月24日      |
| 64   | 合体!伊知川ミモラ  | 菅良幸   | 志水淳児              | 河野宏之   | 井出智子   | 12月1日       |
| 65   | ライバーの片想い   | 松井亜弥 | 設楽博                | 小山善孝   | 川崎美千代 | 12月8日       |
| 66   | とんでもマラソン   | 隅沢克之 | 岡佳広                | 一志勝利   | 吉池隆司   | 12月15日      |
| 67   | タルのたこやき屋   | 松井亜弥 | 貝澤幸男              | 内山正幸   | 井出智子   | 12月22日      |
| 68   | あつあつスケート   | 菅良幸   | 矢部秋則              | 熊谷哲矢   | ゆきゆきえ | 12月29日      |
| 69   | 最高だぜお正月!    | 隅沢克之 | 志水淳児              | 河野宏之   | 川崎美千代 | 1992年 1月5日 |
| 70   | ズキズキ虫歯菌!!   | 菅良幸   | 設楽博                | 小山善孝   | ゆきゆきえ | 1月12日       |
| 71   | さわやかなオトコ   | 菅良幸   | 松原明徳 （矢部秋則） | アベ正己   | 井出智子   | 1月19日       |
| 72   | 男闘呼と勝負っ!    | 菅良幸   | 菊池一仁              | 内山正幸   | 佐藤美幸   | 1月26日       |
| 73   | ライバー純情日記   | 隅沢克之 | 山田徹                | 中平晴也   | 吉池隆司   | 2月2日        |
| 74   | りあの愛の物語     | 菅良幸   | 矢部秋則              | 伊藤郁子   | 佐藤美幸   | 2月9日        |
| 75   | たるる!コックさん  | 菅良幸   | 岡佳広                | 河野宏之   | 川崎美千代 | 2月16日       |
| 76   | 寧代にとっくん!    | 菅良幸   | 志水淳児              | 小山善孝   | 吉池隆司   | 2月23日       |
| 77   | 必殺シゴト人参上!  | 隅沢克之 | 設楽博                | 内山正幸   | 井出智子   | 3月1日        |
| 78   | 善人!?じゃば夫     | 菅良幸   | 菊池一仁              | 一志勝利   | ゆきゆきえ | 3月8日        |
| 79   | 仲直りって大変!    | 松井亜弥 | 矢部秋則              | 中平晴也   | 川崎美千代 | 3月15日       |
| 80   | ㊙スクープ合戦     | 菅良幸   | 山田徹                | 山本佐和子 | 吉池隆司   | 3月22日       |
| 81   | ぽんぽこタヌ吉くん | 松井亜弥 | 岡佳広                | 河野宏之   | 井出智子   | 3月29日       |
| 82   | みんな愛しちゃう♥  | 菅良幸   | 志水淳児              | 内山正幸   | ゆきゆきえ | 4月5日        |
| 83   | 宿命のバレー決戦   | 松井亜弥 | 設楽博                | 小山善孝   | 川崎美千代 | 4月12日       |
| 84   | 励まし侍!参上!!    | 菅良幸   | 菊池一仁              | 牛来隆行   | 塩崎広光   | 4月19日       |
| 85   | 伊知川の兄妹仁義   | 菅良幸   | 矢部秋則              | アベ正己   | 井出智子   | 4月26日       |
| 86   | じんとくんで特訓   | 隅沢克之 | 山田徹                | 山本佐和子 | ゆきゆきえ | 5月3日        |
| 87   | 一番大事なキッス♥  | 菅良幸   | 岡佳広                | 熊谷哲矢   | 川崎美千代 | 5月10日       |

### 映画版
テレビシリーズの放送期間中、東映アニメフェアにて以下の3編が劇場公開された。
- 『まじかる☆タルるートくん』（上映時間 50分） 1991年3月9日公開
- 『まじかる☆タルるートくん 燃えろ!友情の魔法大戦』（上映時間 40分） 1991年7月20日公開
- 『まじかる☆タルるートくん すき・すき♡タコ焼きっ!』（上映時間 30分） 1992年3月7日公開
  - ED「ハッピー♡タコヤキ魔法」（作詞：松井亜弥 作曲・編曲：横山菁児 歌：TARAKO）

### 映像ソフト化
ビデオ（VHS）
劇場版の3作品のみ映像ソフト化された（現在は全て廃盤）。
DVD
2008年2月21日 - 8月8日にかけて、DVD-BOX「まじかる☆タルるートくん コンプリートDVD」全3巻がリリースされた他、テレビシリーズの放送開始30周年を記念した廉価版「まじかる☆タルるートくん DVD-COLLECTION」全3巻が2021年1月13日に同時リリースされた。いずれのBOXともVol.1・2は30話、Vol.3は27話（および映画版3作）収録。
Blu-ray
2023年現在、リリースされていない。

## 関連商品

### 書籍
- 「まじかる☆タルるートくん魔法アイテム」ホーム社 1991年2月発行

### ゲーム
以下、特記のない限り発売元はいずれもバンダイ玩具第2事業部。
- LSIゲーム版「まじかる☆タルるートくん ライバー大暴れ!」
- LSIゲーム版「まじかる☆タルるートくん 爆発!マジカルパワー」
- ゲームギア版「まじかる☆タルるートくん」1991年7月5日発売、発売元：ツクダアイデアル
- ファミコン版「まじかる☆タルるートくん FANTASTIC WORLD!!」1991年3月21日発売 横スクロールアクションゲームであり、ステージクリア後に購入できるアイテムの使用が前提となる難易度のゲーム。ボス戦でアイテムが使用できないなど、理不尽な仕様も見られた[21]。
- メガドライブ版「まじかる☆タルるートくん」1992年4月24日発売、発売元：セガ・エンタープライゼス - ゲームフリーク製作
  - 2022年10月27日発売のセガの復刻ゲーム機「メガドライブ ミニ2」に、プリインストールされる60作品の一つとして収録される[22]。移植はエムツーが担当。
- ファミコン版「まじかる☆タルるートくん2 まほうだいぼうけん」1992年6月19日発売
- ゲームボーイ版「まじかる☆タルるートくん」1991年6月15日発売 横スクロールアクションゲームであり、タルるートを仲間にするのとしないのでは難易度がけた違いになる。また、タルるートと一緒にこのゲームの主人公である本丸のレベルを上げることができるが、これはボス戦で必須となる。ミニゲームでのレベル上げがあるのでプレイ時間は長くなりがちだが、ROM容量の制約からゲーム本編のボリュームはかなり少ない[23]。
- ゲームボーイ版「まじかる☆タルるートくん2 ライバーゾーンパニック!!」1992年7月10日発売
- スーパーファミコン版「まじかる☆タルるートくん MAGIC ADVENTURE」1992年3月28日発売

このほか、少年ジャンプ連載作品のクロスオーバー作品である『ファミコンジャンプII 最強の7人』（1991年）にも、タルるートや本丸など一部のキャラクターが登場している。『週刊少年ジャンプ オレコレクション!』（2017年）、『週刊少年ジャンプ 実況ジャンジャンスタジアム』（2018年）、『ジャンプチ ヒーローズ』（2018年）にも参加している。

### パチンコ・パチスロ
- パチンコ：CRまじかる☆タルるートくん（2008年、Sansei R&D）
- パチスロ：パチスロまじかる☆タルるートくん（2014年、ニューギン）

パチスロ版 声の出演
- タルるート - 大谷育江
- 江戸城本丸 - 荻原秀樹
- 河合伊代菜 - 茅野愛衣
- ミモラ - 矢作紗友里
- ライバー - 鈴木達央
- 伊知川累 - 喜多村英梨
- 原子力 - 子安武人
- 座剣邪寧蔵 - 谷山紀章
- 座剣邪寧代 - 日笠陽子

### バーチャルリアリティ
- VR：まじかる☆タルるートくんREBOOT
  - クラウドファンディングのMakuakeにて出資者を2016年1月 - 3月[25]にかけて募り、目標金額の下限に達し製作される。2019年5月に支援者に完成披露された[26]。最終回から数年後を舞台としている。

## 備考
- 前述の通り、本作品は藤子・F・不二雄の漫画『ドラえもん』のアンチテーゼとして制作された意図もある[27]。詳細は、江川達也#人物を参照。
- テレビシリーズと同じくテレビ朝日系列で放送されたテレビドラマ『13歳のハローワーク』の2012年2月3日放送分（第4話）では、作中にて本作品の作画作業の様子を描いた場面があり、江川達也も本作品を執筆していた頃の本人役として、同作品にゲスト出演している。
- SELFというGoogle Playの人工知能アプリ内で、シンクロレベル200より利用可能[28]。